# Boeing B-17
Die Boeing B-17 Flying Fortress (englisch für Fliegende Festung) ist ein schwerer Bomber/Horizontalbomber der Boeing Airplane Company. Er ist der bekannteste Bomber der US-Luftstreitkräfte im Zweiten Weltkrieg und war dafür bekannt, trotz schwerer Schäden noch flugfähig zu sein. Die vollständige Besatzung einer Flying Fortress bestand aus zehn Mann; vier davon waren ausschließlich MG-Schützen.
Insgesamt wurden 12.731 Maschinen hergestellt, wobei der Stückpreis etwa 250.000 US-Dollar betrug. Bezogen auf das Jahr 1943 entspricht dies unter Berücksichtigung der Inflation einem Wert von etwa 4,5 Mio. US-Dollar im Jahr 2025. Der Buchstabe „B“ in der Bezeichnung steht für Bomber. Insgesamt gingen 4735 (nach anderen Angaben 4754) Maschinen im Rahmen der Kriegshandlungen verloren, das sind rund 37 % der Gesamtproduktion.

## Geschichte

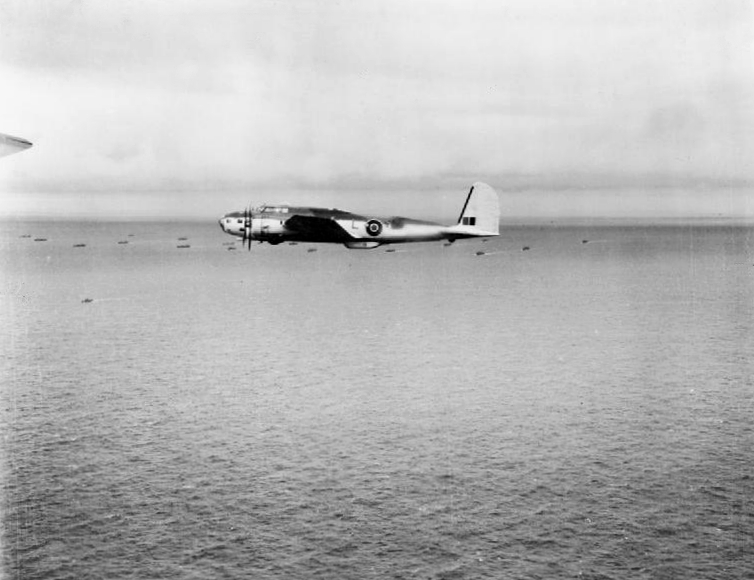
Eine britische Boeing Fortress Mark I (B-17C) bei einer Konvoisicherung über dem Atlantik 1942

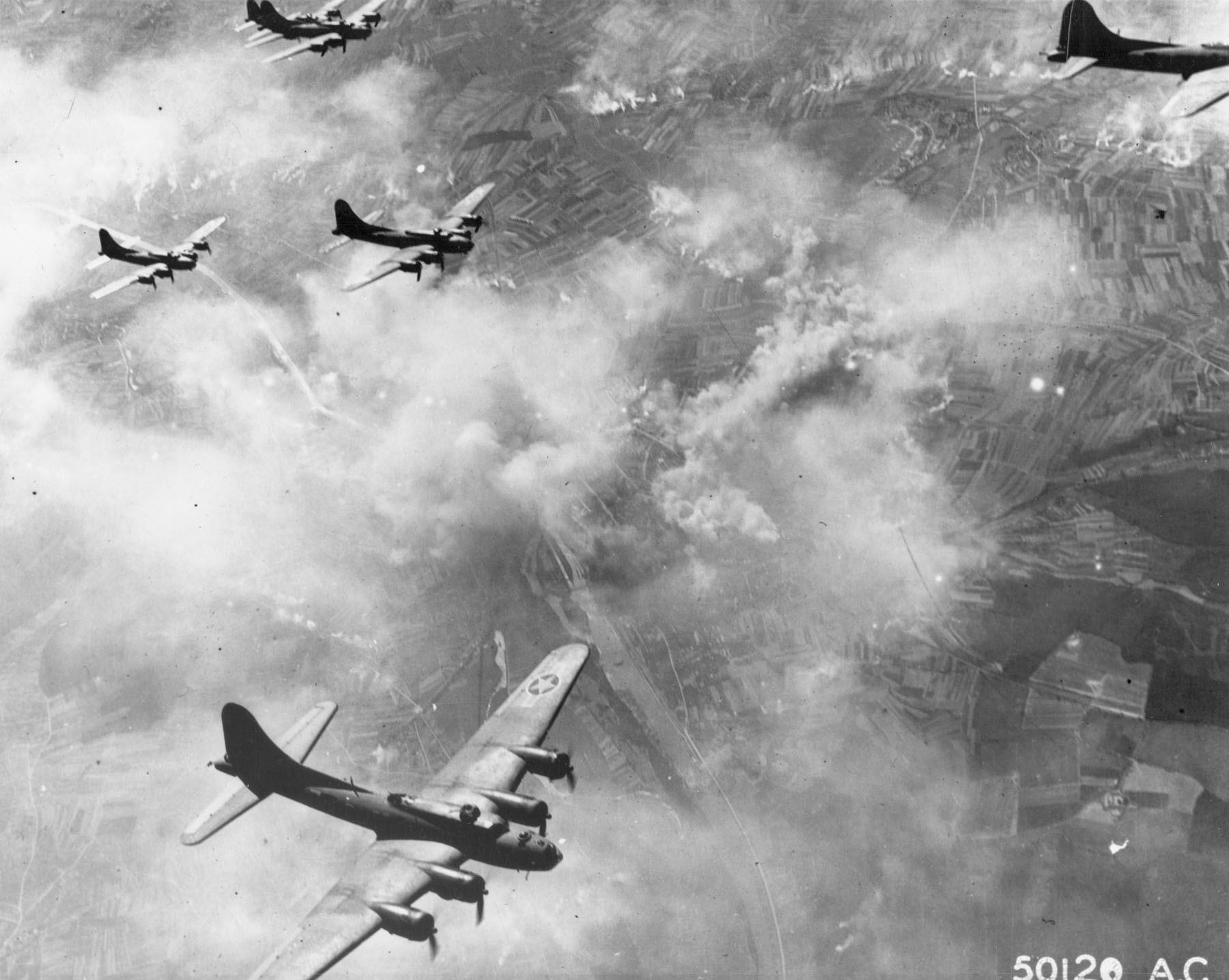
B-17F beim Angriff auf Schweinfurt am 17. August 1943

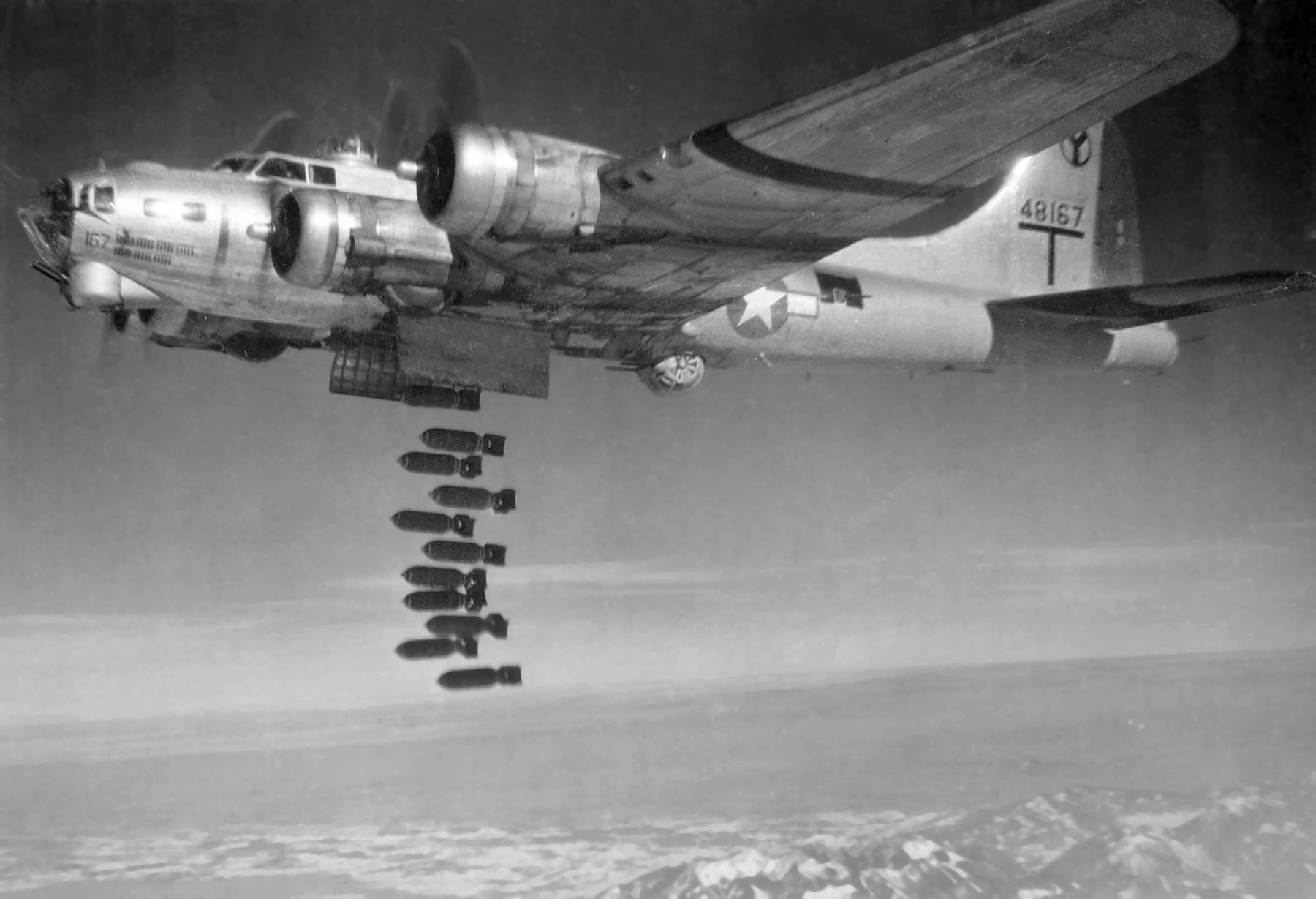
Eine B-17G der 2nd Bombardment Group beim Bombenabwurf

Die Entwicklung des Prototyps Boeing Model 299 erfolgte aufgrund einer Ausschreibung für ein landgestütztes Bombenflugzeug für Langstreckeneinsätze. Der Prototyp mit dem zivilen Luftfahrzeugkennzeichen X-13372 flog am 28. Juli 1935 zum ersten Mal. Durch einen Pilotenfehler ging die Maschine bei einem Absturz verloren. Nach Anpassungen an die Bedürfnisse der US-Luftstreitkräfte – modifizierte Rumpfnase, größeres Seitenleitwerk, verbesserte Innenausrüstung – startete der neue Prototyp Y1B-17 im Januar 1937 zum Erstflug. Schließlich wurde die erste Serienmaschine B-17B am 20. Oktober 1939 an das United States Army Air Corps (USAAC) ausgeliefert. Als Antrieb dienten vier Wright-R-1820-51-Sternmotoren mit je 1000 hp (745,7 kW). Es folgten 38 weitere Maschinen.
Am 21. Juli 1940 fand der Erstflug der B-17C statt, die neben verstärkter Abwehrbewaffnung eine Panzerung und selbstdichtende Tanks erhielt. Zudem wurde durch den Einbau von Cyclone-Motoren die Motorleistung auf je 1200 hp (894,8 kW) erhöht. 20 dieser Maschinen gingen als Fortress Mk I an die RAF. Weitere 42 wurden vom USAAC bestellt und später zur B-17D umgebaut.
Mit der B-17E kamen 1941 die Waffenstände hinter dem Cockpit und unter dem Rumpf sowie der Heckstand dazu, das Kaliber der MG betrug jetzt einheitlich .50 Browning (.50 BMG); sie erhielten das größere und weiter nach vorn gezogene Leitwerk, das später zum charakteristischen Merkmal der B-17 wurde. Die Reichweite der B-17E betrug ohne Bomben 5300 km; die Bombenlast betrug – im Vergleich zu späteren Versionen – relativ geringe 2000 kg. 512 B-17E und 45 Fortress II wurden an die 8th Air Force bzw. an die RAF geliefert.
Ein Jahr später folgte die B-17F mit einer neuen Bugkanzel aus Plexiglas und einer Reichweite von 7110 km (ohne Bomben). Diese Maschine, von der 3405 Exemplare – darunter 61 Fortress II für die RAF – gebaut wurden, konnte schon 4700 kg Bomben mitführen. 61 Flugzeuge wurden zu Fotoaufklärern F-9 umgebaut.
Am 21. Mai 1943 war der Erstflug der letzten Serienversion – der B-17G. Sie hatte unter dem Bug einen zusätzlichen Waffenturm mit einem Zwillings-MG sowie gegeneinander versetzte Waffenstände in Bugraum und Rumpf, um gegenseitige Behinderungen der MG-Schützen zu vermeiden. Das Modell wurde bis Mitte 1945 insgesamt 8680-mal gebaut. 85 Flugzeuge gingen an die RAF, 10 weitere wurden zu F-9C-Fotoaufklärern umgebaut, 40 Flugzeuge wurden als PB-1G bzw. PB-1W, letztere mit Radarwanne, zur U-Bootabwehr an die US-Navy geliefert, 130 weitere als B-17H-Seenotrettungsflugzeuge mit unter dem Rumpf angebrachtem Rettungsboot. Viele B-17 der Bauserie F wurden zur G-Version umgebaut und aufgerüstet.
Insgesamt sind 12.731 B-17-Maschinen von Boeing und den Lizenznehmern Douglas und Lockheed produziert worden – zu Spitzenzeiten waren es 16 Maschinen täglich. Ein wichtiges Werk war das Boeing-Werk 2 südlich von Seattle.

## Die Sektionen des Flugzeuges

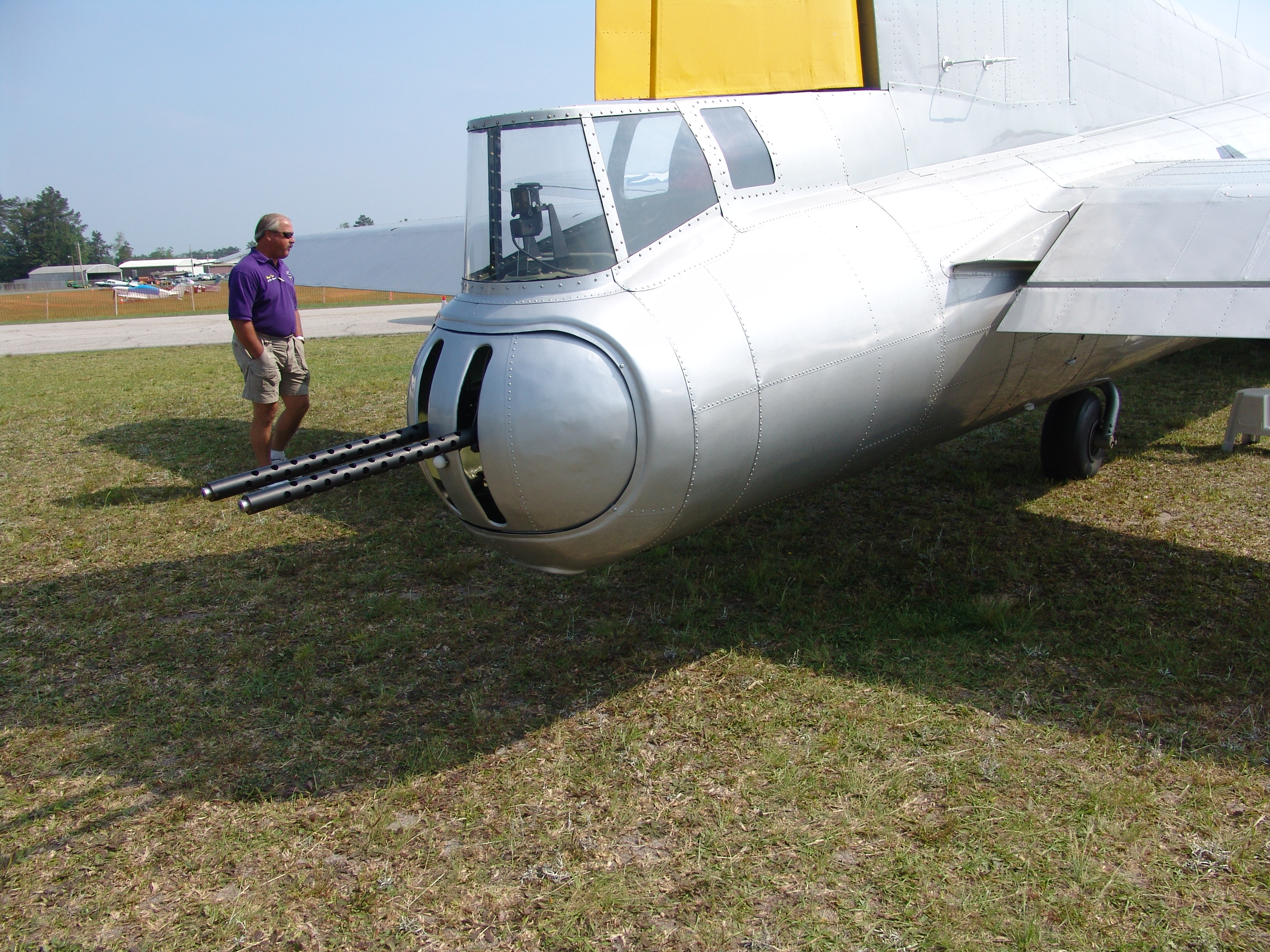
Heck-MG einer B-17G mit Plexiglas-Kanzel

Der Rumpf einer B-17 lässt sich grob in drei Sektionen gliedern – im Folgenden der Länge nach vom Heck ausgehend erläutert.

### Hecksektion mit Heck- und Rumpfwaffenständen
Im äußersten Heck des Flugzeugrumpfes ist die Position des Heckschützen (englisch Tail Gunner, Spitzname „Tail-end Charlie“ – auf Deutsch ungefähr „Heckschwein“). In dieser äußerst engen und unbequemen Kanzel saß der Schütze hinter einem Browning-M2-Zwillings-Maschinengewehr Kaliber .50 BMG. Es war die gefährlichste Position im Flugzeug, da Bomberformationen durch Jagdflugzeuge oft von hinten unten angegriffen wurden.

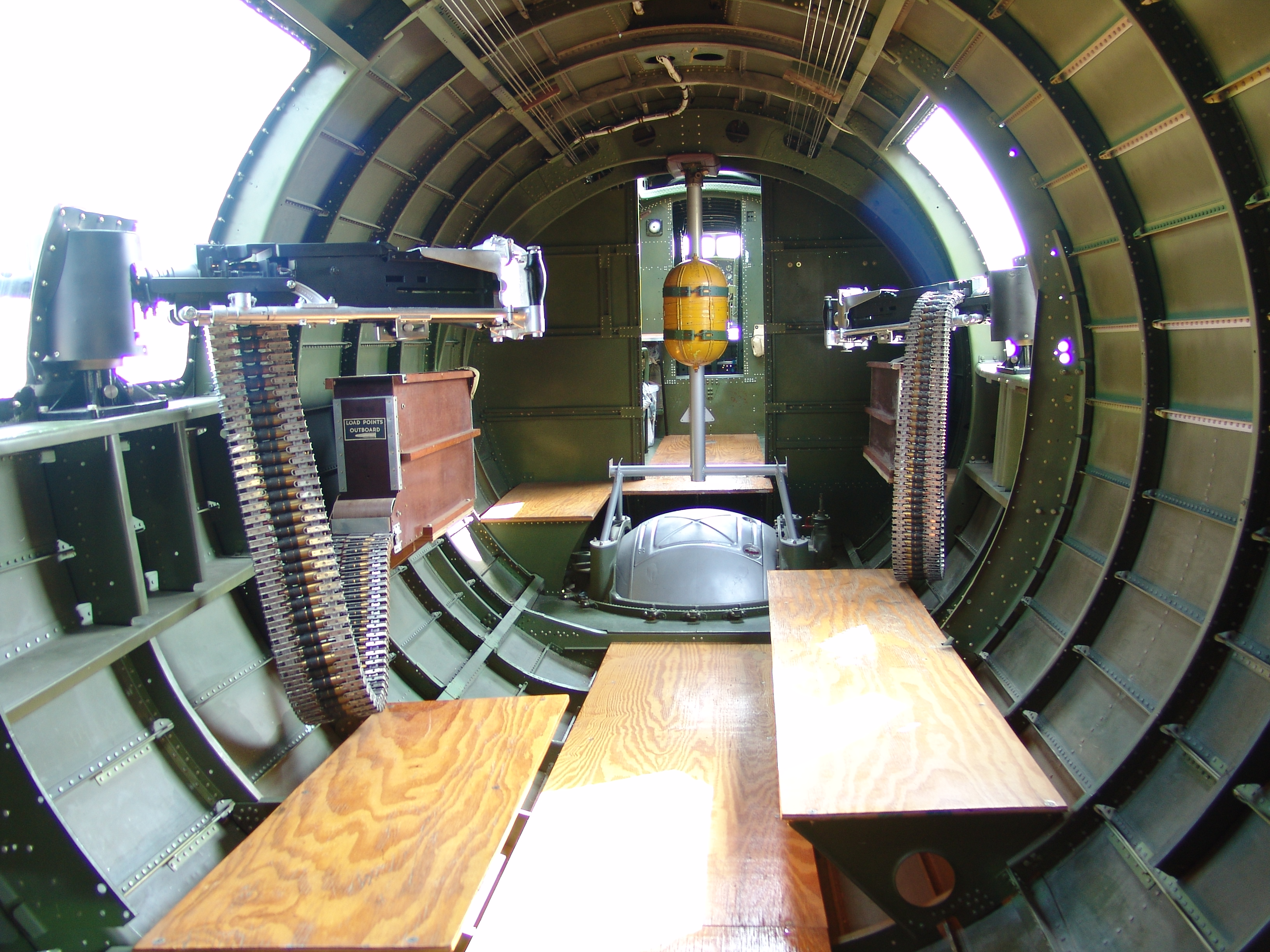
Blick aus dem Heck nach vorne. In den Fenstern die Seiten-MG, in der Bildmitte der kugelförmige untere Waffenturm

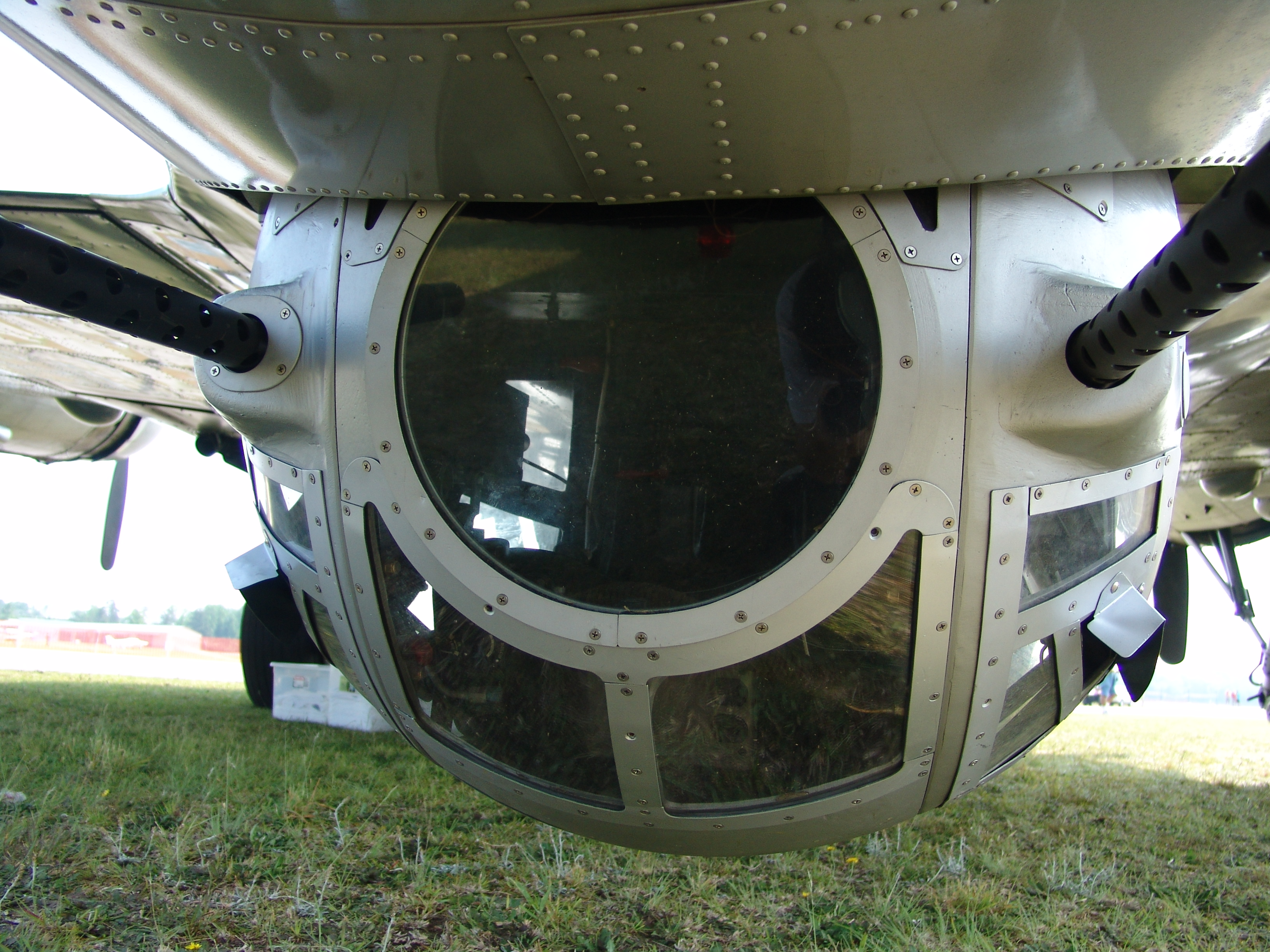
Der untere Waffenturm; links und rechts die beiden Läufe des Zwillings-MG

Weiter in Richtung Mitte des Rumpfes befinden sich rechts und links die Positionen der Seitenschützen (Waist Gunners). Jeder der beiden Schützen bediente ein auf einer Lafette befestigtes MG, das aus einem – bis zur Serienversion „F“ offenen, ab Version „G“ mit Plexiglasscheibe verschlossenen – Seitenfenster feuerte und so das Flugzeug zu den Seiten absicherte.

### Mittlere Rumpfsektion mit Waffenturm, Funkraum und Bombenschacht
Zur Absicherung des Luftraums in alle horizontalen Richtungen sowie nach unten ist näher zum Bug der kugelförmige Sperry-Browning-MG-Turm in den Rumpfboden eingelassen. Er ist elektromotorisch um seine horizontale und vertikale Achse drehbar und ebenfalls mit einem Zwillings-MG ausgestattet. Da der Raum im Kugelturm sehr beengt ist, kamen hier vorrangig kleine Männer zum Einsatz. Der Kugelturmschütze (Ball Turret Gunner) lag auf dem Rücken, schaute aus mehreren kleinen Fenstern aus dem Turm und zielte zwischen seinen Beinen hindurch. Er hatte auch die Aufgabe, das Öffnen und Schließen des Bombenschachtes und den Bombenabwurf zu bestätigen. Auch diese Position war bei Einsätzen besonders gefährlich: Selbst mit fremder Hilfe benötigte der Schütze zum Verlassen des Turms etwa eine Minute – in einer abstürzenden B-17 war so meist nicht genug Zeit, um den Schützen aus seinem Gefängnis zu befreien. Hinzu kam, dass der Kugelturmschütze aufgrund der räumlichen Enge keinen Fallschirm tragen konnte und nur mittels Karabinerhaken an einem Gurt gesichert wurde, der an der Trägerkonstruktion der Kuppel befestigt war.
Zum Bug hin angrenzend befand sich der Raum des Funkers. Frühe Baureihen waren dort mit einem einzelnen, im Deckenfenster auf Lafette montierten und zum Heck ausgerichteten Maschinengewehr ausgestattet, mit dem auf Flugzeuge im Luftraum hinter und über dem Bomber geschossen werden konnte. In der Praxis wurde es selten benutzt, da es schlecht zu bedienen und der Funker in der Regel ohnehin genug mit seinen Hauptaufgaben beschäftigt war. Spätestens ab der Baureihe „G“ wurde daher zugunsten der Gewichtsersparnis auf den Einbau dieses MG verzichtet.
Durch einen Durchgang ist der Funkraum vom weiter vorne liegenden Bombenschacht getrennt. Hier befinden sich in der Mitte ein Laufsteg und rechts und links davon die Halterungen für die Bomben. Unterhalb des Laufstegs liegt die Bombenschachtluke, deren nach unten öffnende Klappen vom Bombenschützen kurz vor dem Bombenabwurf geöffnet wurden. In diesem Bereich war auch der Großteil der Sauerstoffflaschen für die Atemgeräte der Besatzung montiert.

### Bugsektion mit oberem Waffenturm, Cockpit und Bugraum

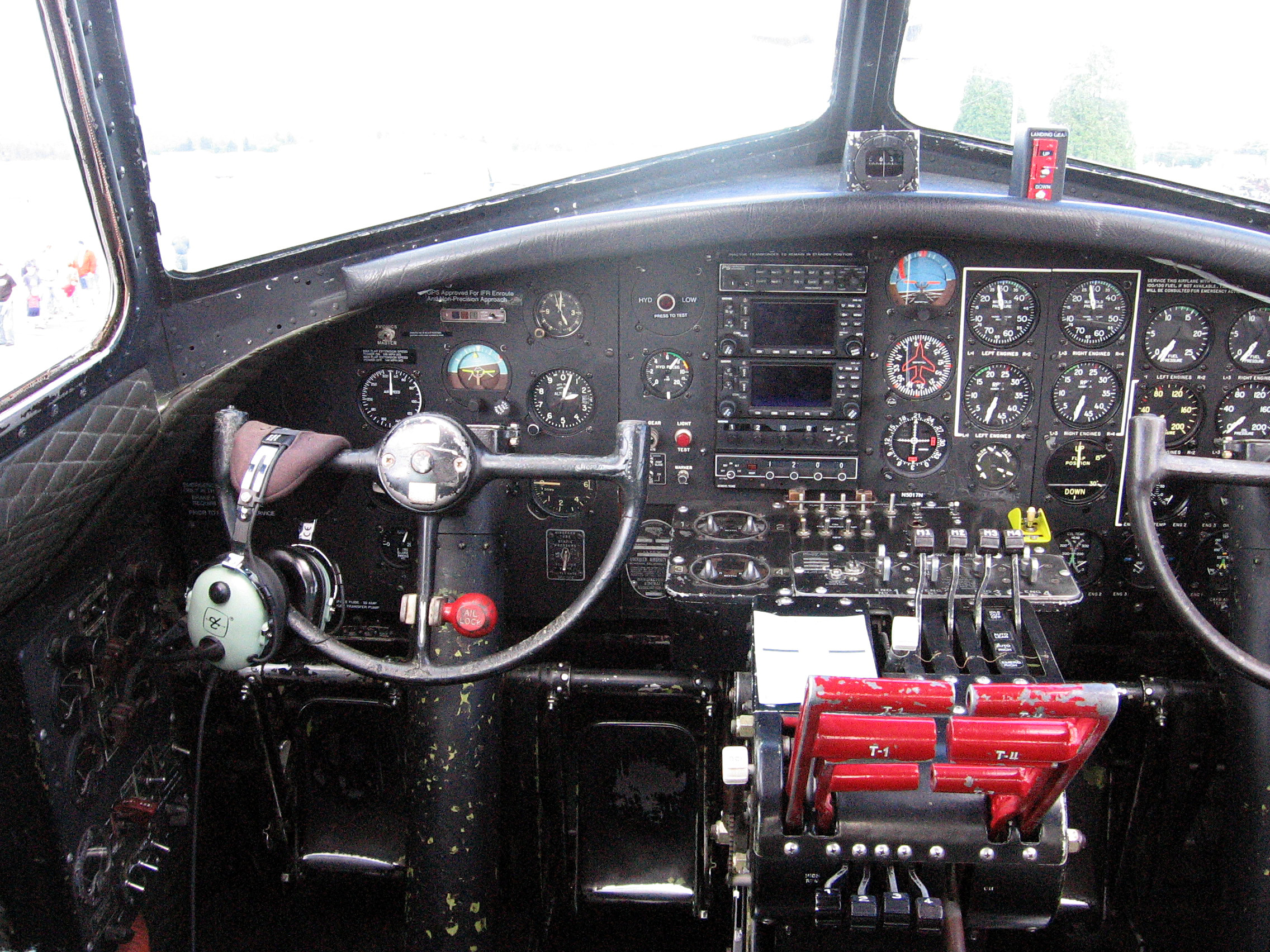
Pilotenseite des Cockpits -nachgerüstet mit modernen Instrumenten

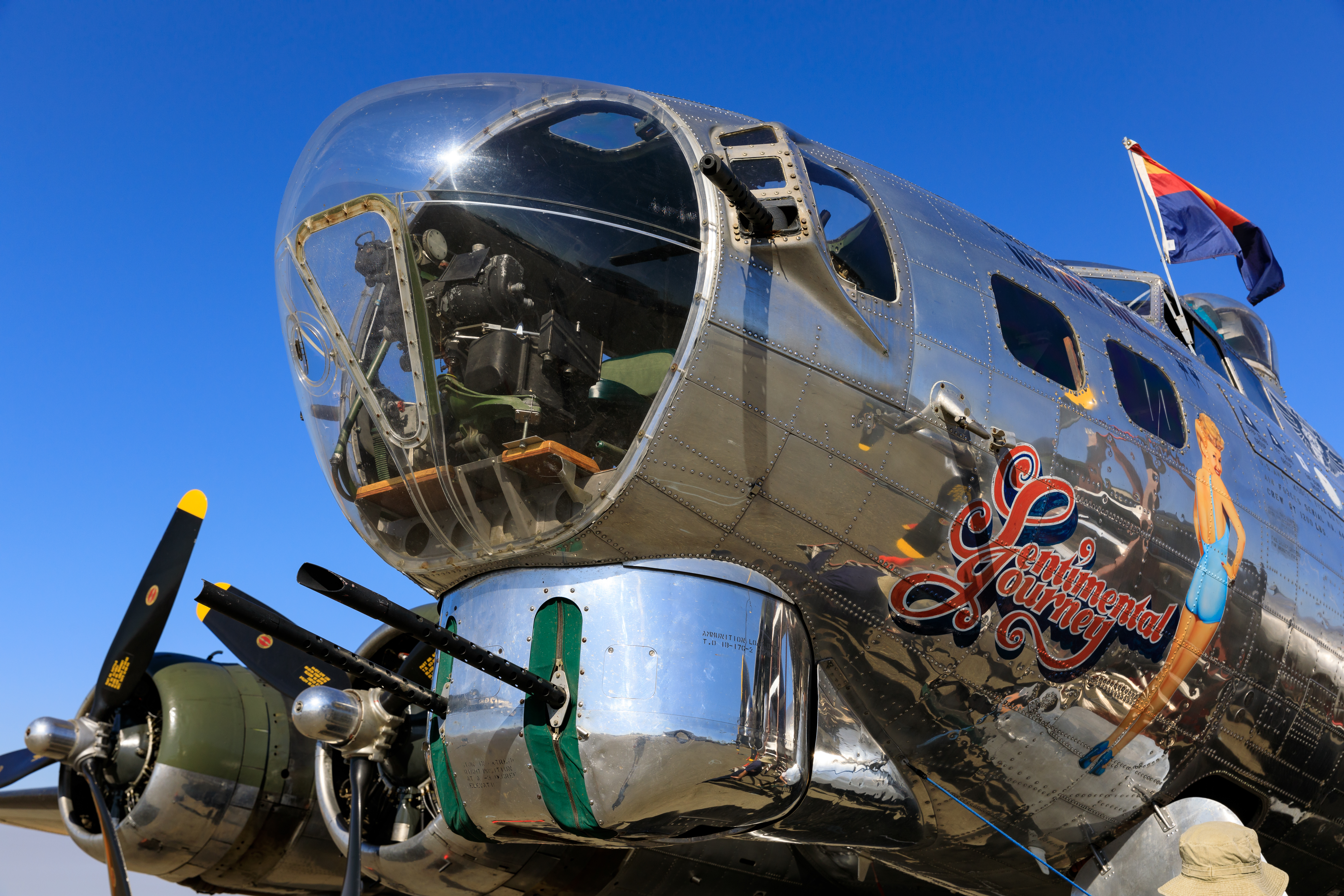
B-17G: Bug mit Plexiglaskanzel und Kinnturm-MG

Ein weiterer Durchgang führt in das Cockpit. Auf einem Podest im hinteren Teil war bei Einsätzen der Platz des Technikers, der auch als Schütze des oberen MG-Turms fungierte (Top Turret Gunner). Er sollte auftretende technische Probleme beheben und außerdem im drehbaren oberen Turm, der auch mit einem Zwillings-MG ausgestattet war, den Luftraum oberhalb des Flugzeuges sichern.
Im Cockpit selbst sind die Sitze für den Piloten und den Copiloten. Die Sicht von diesen Plätzen ist durch den langen Bug des Flugzeugs eingeschränkt, so dass die Cockpit-Besatzung nur geradeaus nach vorn und zu den Seiten ungehinderte Sicht hatte. Besonders bei Starts und Landungen waren die Piloten auf die Hilfe der Besatzungsmitglieder im Bugraum angewiesen.
Durch eine Luke im Fußraum zwischen den Piloten gelangt man in den tiefer gelegenen Bugraum. Hier befinden sich ein Kartentisch für den Navigator und in der Plexiglas-Bugkanzel der Drehstuhl des Bombenschützen. Während des Zielanfluges bei Einsätzen bediente der Bombenschütze das in der Kanzel montierte Norden-Bombenzielgerät zur möglichst präzisen Anpeilung des Abwurfziels, die Luken des Bombenschachtes sowie den Auslöser zum Abwurf der Bombenladung. Das Bombenvisier wurde jedoch nur im Leitflugzeug eines Geschwaders benutzt; die Bombenschützen aller übrigen Flugzeuge warfen ihre Bombenladungen gleichzeitig mit der des Leitflugzeugs ab. Zur übrigen Zeit der Einsätze bediente der Bombenschütze in Maschinen ab der Baureihe „G“ als „Kinnturmschütze“ (Chin Turret Gunner) den elektrisch betriebenen vorderen Waffenturm, ebenfalls mit einem Zwillings-MG ausgestattet. Der Navigator hatte die in den Seitenfenstern des Bugraums nach vorne weisend montierten MG zur Verfügung (Nose Gunner).

## Die B-17-Besatzung – Aufgaben und Ausrüstung

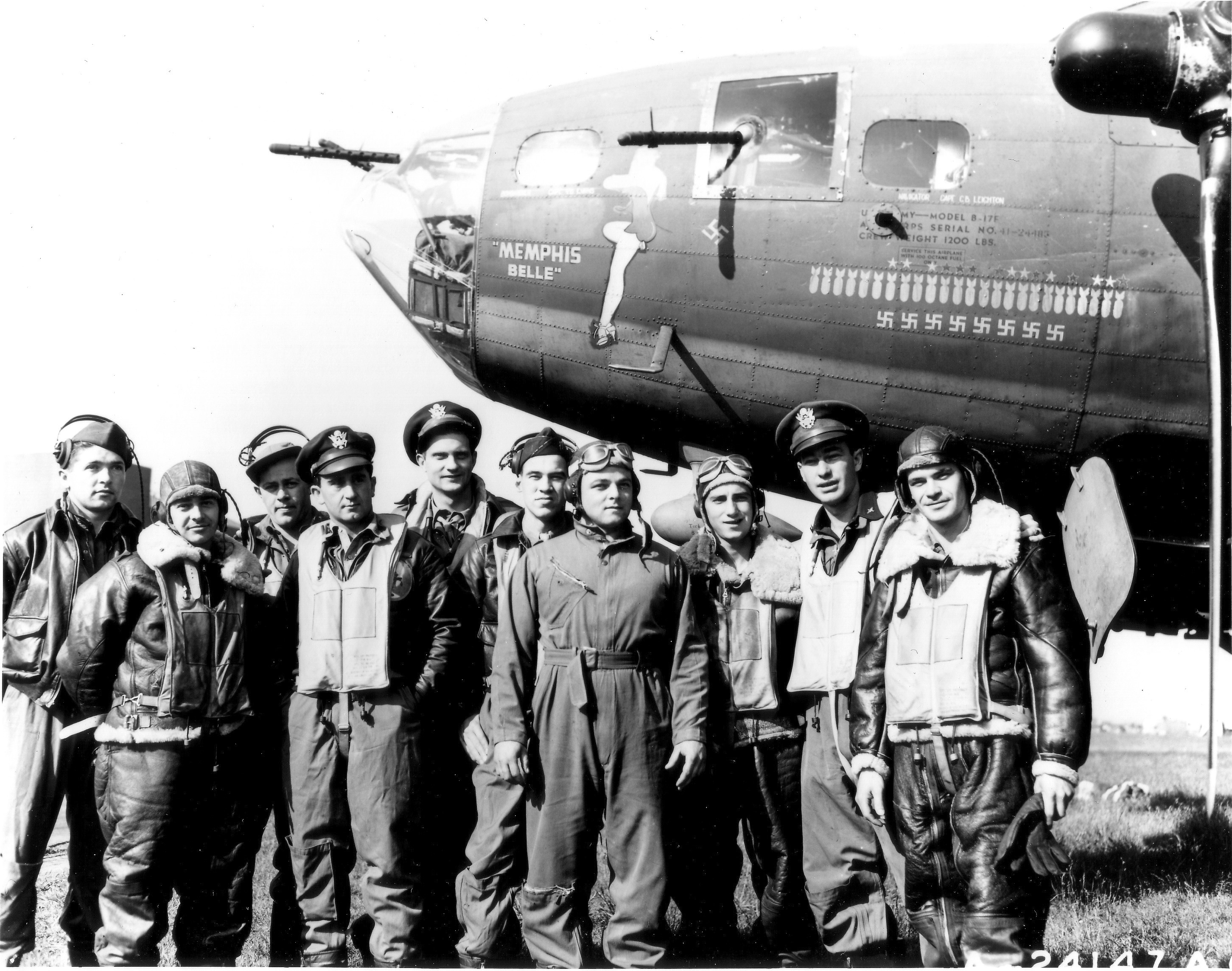
Die zehnköpfige Besatzung der B-17F Memphis Belle in voller Fliegermontur (1943)

### Die Besatzungsmitglieder und ihre Aufgaben
1. Pilot – links im Cockpit
2. Copilot – rechts im Cockpit
3. Bombenschütze – im Bugraum, ab Baureihe G gleichzeitig Kinnturmschütze, vorher Bugschütze
4. Navigator – im Bugraum, gleichzeitig Bugschütze (je ein MG links und rechts im Bugraum)
5. Techniker – hinter dem Cockpit, gleichzeitig Dachturmschütze
6. Funker – in allen Baureihen bis zum Modell G gleichzeitig Dachschütze
7. Kugelturmschütze
8. Rumpfschütze rechts
9. Rumpfschütze links
10. Heckschütze

### Schutzkleidung
Durch die teilweise offenen Waffenstände benötigten die Besatzungsmitglieder spezielle Ausrüstung, um den in großen Flughöhen herrschenden Klimabedingungen trotzen zu können. Über einem wollenen Unterzeug trug jeder einen elektrisch beheizten Overall. Dann folgte die Uniform, über die eine mit Schaffell gefütterte Fliegerkombination gezogen wurde, inklusive der legendären Bomberjacke der United States Army Air Forces (USAAF), Modell „B-3“. Dazu wurde ein Brust- und Rückenpanzer getragen, der aus einem dichten Kettenhemd bestand, das vom Hals bis zum Becken reichte und vor Flaksplittern und MG-Geschossen schützen sollte. Die Besatzungen trugen hohe Schaffellstiefel, grellgelbe Schwimmwesten, Fallschirme und dicke elektrisch beheizte Handschuhe. Den Kopf schützten eine warme Mütze und gegebenenfalls ein Flakhelm aus Stahl. Derart bekleidet konnten sich die Besatzungsmitglieder kaum noch bewegen, daher wurde besonders die schwere Schutzkleidung von vielen Besatzungen nur während Einsatzphasen unter drohendem Flak-Beschuss an- und danach wieder abgelegt.
Bei der Ausführung von Tätigkeiten wie Erster Hilfe und Reparaturen an den Geräten mussten die Handschuhe abgelegt werden. Hier zählte jede Sekunde, da die Temperatur im ungeheizten Rumpf des Flugzeugs bei großen Flughöhen weit unter dem Gefrierpunkt lag. Erfrierungen waren häufig, und nicht selten verloren Besatzungsmitglieder dadurch Finger.

### Geräte und Bewaffnung
Jedes Besatzungsmitglied trug in großen Höhen eine Sauerstoffmaske, dazu Kopfhörer und Kehlkopfmikrofon für das Bordsprechgerät. Außer dem Piloten und dem Copiloten (sowie, ab Teilen der Baureihe G, dem Funker) bediente jedes der zehn Besatzungsmitglieder mindestens ein schweres Browning-Maschinengewehr zur Verteidigung des Bombers gegen angreifende Jagdflugzeuge.

### Panzerschutz B-17F
Der Panzerschutz einer B-17F (Stand Ende 1943) bestand aus mehreren 6,3 bis 8,0 mm dicken Panzerplatten, die fast alle vertikal – ähnlich wie Schotten in einem Schiffsrumpf – im Flugzeug eingebaut waren. Lediglich auf Höhe der beiden seitlichen Rumpfschützen waren auch Panzerplatten installiert, die auch gegen seitlichen Beschuss schützen sollten. Zwar waren die Lehnen der Sitze von Kommandant und Copilot gepanzert, jedoch war kein Panzerplattenschutz vorhanden, der die Flugzeugführer vor Frontalbeschuss hätte schützen können. Auch Navigator und Bombenschütze hatten keinen nach vorne wirkenden Panzerplattenschutz. Alle Panzerplatten wiesen eine Festigkeit von 1000 bis 1500 N/mm2 auf, wobei die Einschussseite auf 2 mm Tiefe mit einer Festigkeit von 2000 bis 2500 N/mm2 gehärtet war. Das Gesamtgewicht aller Panzerplatten eines Flugzeugs zusammen betrug 331,5 kg. In Relation zum Gesamtgewicht einer unbeladenen B-17 (16.000 kg) betrug der Gewichtsanteil aller Panzerplatten somit etwa 2 Prozent des Gesamtgewichts.

### Mitgeführte Munition B-17F
Eine B-17 F führte 5630 Patronen, verteilt auf die verschiedenen Waffenstände, sowie weitere 1855 Patronen in sieben Reservekisten mit – insgesamt also 7485 Patronen. Das Gesamtgewicht der mitgeführten Patronenmunition betrug etwa 1000 kg.

## Einsatz in der britischen Luftwaffe
Die Royal Air Force (RAF) schloss Anfang 1940 eine Vereinbarung mit dem U.S. Army Air Corps zum Erwerb von 20 B-17C. Ihr erster Einsatz erfolgte am 8. Juli 1941 gegen Wilhelmshaven und war erfolglos. Am 24. Juli beteiligten sich drei B-17 an einem Angriff auf die in Brest vor Anker liegenden deutschen Kriegsschiffe, das Schlachtschiff Gneisenau und den Schweren Kreuzer Prinz Eugen aus einer Höhe von 9.100 m, mit dem Ziel, die deutschen Jäger von 18 Handley Page Hampdens und 79 Vickers Wellingtons abzulenken. Die Operation funktionierte nicht wie erwartet, da die B-17 nicht angegriffen wurden. Bis September hatte die RAF acht B-17C im Kampf verloren und zahlreiche mechanische Probleme mit ihren B-17. Das Bomber Command gab die Bombenangriffe bei Tageslicht unter Verwendung der B-17 wegen der schlechten Leistungen des Flugzeugs auf. Die Einsatz-Erfahrung zeigte sowohl der RAF als auch der USAAF, dass die B-17C nicht kampfbereit war und dass eine verbesserte Verteidigungsbewaffnung, größere Bombenladungen und präzisere Bombardierungsmethoden erforderlich waren. Die USAAF setzte die B-17 jedoch als Tagesbomber ein, trotz der Bedenken der RAF, dass Versuche, bei Tageslicht zu bombardieren, wirkungslos sein würden.
Da die Nutzung durch das Bomber Command eingeschränkt worden war, übertrug die RAF ihre verbliebenen Flugzeuge dem Coastal Command zur Nutzung als Langstrecken-Seepatrouillenflugzeug. Diese wurden ab Juli 1942 um 45 B-17E, gefolgt von 19 B-17F und drei B-17G erweitert. Eine B-17 des Geschwaders Nr. 206 der RAF versenkte am 27. Oktober 1942 U-627, die erste von 11 U-Boot-Versenkungen, die während des Krieges den RAF-B-17 zugeschrieben wurden. Als schließlich genügend Consolidated Liberators zur Verfügung standen, zog das Coastal Command die B-17 von den Azoren zurück und übertrug den B-17 die Rolle der meteorologischen Aufklärung. Drei Geschwader übernahmen von Flugplätzen in Island, Schottland und England Wetterbeobachtungsflüge und sammelten Daten für wichtige Wettervorhersagen.
Das Geschwader Nr. 223 der RAF betrieb eine Reihe von B-17, die mit einem elektronischen Kriegsführungssystem namens „Airborne Cigar“ (ABC) ausgestattet waren. Dieses wurde von deutschsprachigen Funkern betrieben, welche die Sendungen der deutschen Bodenkontrolleure für ihre Nachtjäger identifizieren und stören sollten. Sie konnten sich auch selbst als Bodenkontrolleure ausgeben, mit der Absicht, die Nachtjäger von den Bomberströmen abzulenken.

## Kampfeinsätze US Air Force

Aufbau einer Combat Box von 12 B-17 während eines Angriffs

Die 19th Bombardment Group wurde einige Wochen vor dem japanischen Angriff auf Pearl Harbor auf die Clark Air Base auf den Philippinen verlegt, als Teil einer geplanten Aufstockung schwerer Bomber im Pazifik. Die Hälfte der B-17 wurde am 8. Dezember 1941 zerstört, als sie beim Auftanken und Aufrüsten für einen geplanten Angriff auf japanische Flugplätze auf Taiwan am Boden stand. Der Rest der B-17 kämpfte gegen die japanischen Invasionsstreitkräfte, bis sie nach Darwin zurückgezogen wurde. Anfang 1942 traf die 7th Bombardment Group mit einer gemischten Truppe aus B-17 und B-24 Liberator auf Java ein. Eine Staffel B-17 dieser Truppe wurde in den Nahen Osten abkommandiert, um sich der First Provisional Bombardment Group anzuschließen, und wurde damit zur ersten US-amerikanischen B-17-Staffel, die gegen die Deutschen in den Krieg eingesetzt wurde. Nach der Niederlage auf Java zog sich die 19th Bombardment Group nach Australien zurück, von wo sie weiterkämpfte. Mitte 1942 zog man diese in die USA zurück. Am 12. Mai 1942 landeten die ersten B-17 in England, um sich der 8th Air Force anzuschließen. Später im Jahr flogen zwei Gruppen nach Algerien, um sich der Twelfth Air Force für Operationen in Nordafrika anzuschließen.
Am 17. August 1942 erfolgte ein erster Tagangriff in Europa des VIII Bomber Command der von B-17 der 8th Air Force auf einen Rangierbahnhof in Rouen-Sotteville in Frankreich. Die Führungsmaschine flog Major Paul Tibbets und Brigadegeneral Ira C. Eaker war als Beobachter an Bord. Vier Staffeln Supermarine Spitfire deckten den Angriff. Fünf Staffeln Spitfire wurden zur Deckung des Rückflugs eingesetzt. Weitere sechs B-17 flogen einen Ablenkungsangriff entlang der französischen Küste. Die Operation, die bei guten Sichtverhältnissen durchgeführt wurde, war ein Erfolg. Nur ein Flugzeug wurde leicht beschädigt, was nicht auf Feindeinwirkung zurückzuführen war. Die Hälfte der Bomben landete im Zielgebiet. Zwei weitere B-17 Gruppen trafen zu dieser Zeit in Großbritannien ein und brachten die ersten B-17F mit. Mit der zunehmenden Zahl und Häufigkeit der US-amerikanischen Bombenangriffe wuchsen die deutschen Abfangbemühungen (z. B. während des versuchten Bombenangriffs auf Kiel am 13. Juni 1943), so dass von unbegleiteten Bombenangriffen abgeraten wurde.

## Bedeutende Einsätze

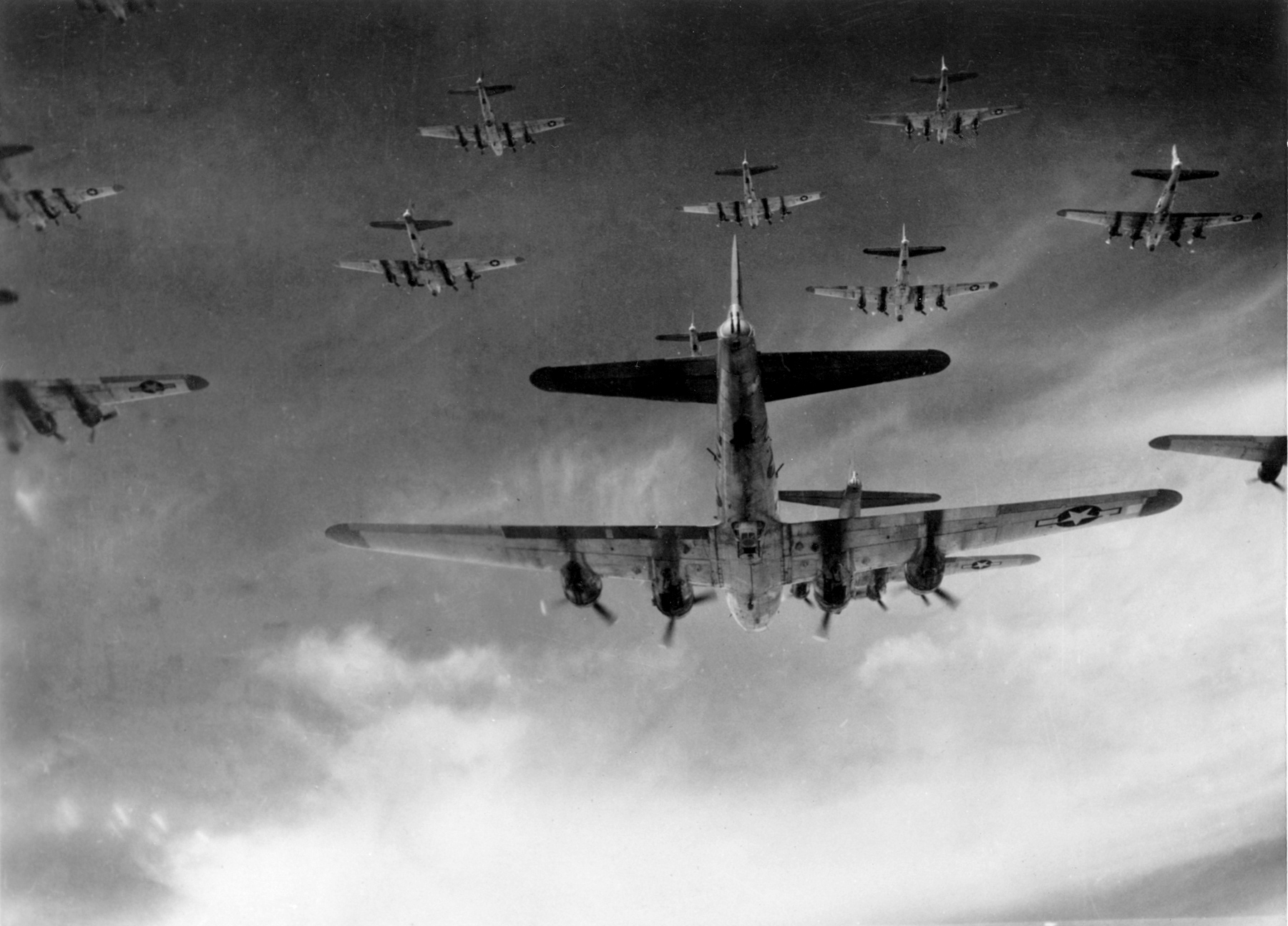
B-17 der 398. BG beim Angriff auf Neumünster am 13. April 1945

Die B-17 bildeten zusammen mit den B-24 „Liberator“ das Rückgrat der US-Bomberverbände im Zweiten Weltkrieg in Europa. Sie flogen zunächst ohne Begleitschutz, später eskortiert von P-51 Mustang, P-47 Thunderbolt und anderen Jagdflugzeugen vor allem bei Tagangriffen auf das Reich und die besetzten Gebiete. Besonders bekannt wurden dabei unter anderem folgende Einsätze:
- 24. Juli bis 3. August 1943: Beteiligung an der Operation Gomorrha. Tagangriffe der 8th Air Force mit bis zu 120 Maschinen auf Hamburg (im Wechsel mit Nachtangriffen durch die Royal Air Force).
- 17. August 1943: Angriff auf die Messerschmitt-Werke in Regensburg sowie auf die Kugellagerindustrie in Schweinfurt mit insgesamt 376 Maschinen, von denen 60 abgeschossen und über 100 beschädigt wurden (siehe auch Operation Double Strike).
- 20. bis 25. Februar 1944: Big Week – Mehrere hundert B-17 bombardierten deutsche Flugzeugwerke.
- 5. April bis 17. Oktober 1944: Nach der weitgehend erfolglosen Operation Tidal Wave vom Vorjahr (durchgeführt ausschließlich durch B-24 von Nordafrika aus) wurden von Italien aus erneut strategische Luftangriffe auf Ploiești mit bis über 600 B-17 der 15th Air Force auf die Ölfelder und Petroleumproduktionsstätten in Rumänien sowie die Verkehrs- und Transportzentren der Wehrmacht auf dem Balkan in Niš und Belgrad geflogen.[10]
- 26. Juli 1944: Die 15th Air Force griff mit mehr als 300 Bombern Flugplätze und Flugzeugfabriken in Ostösterreich an. Aufgrund eines Kommunikationsfehlers war dabei der letzte einfliegende Verband, die 301st Bombardment Group, für kurze Zeit ohne Begleitschutz durch eigene Jagdflugzeuge unterwegs. Diese Zeitspanne nutzten Piloten der deutschen Jagdgeschwader 300 und 302, um binnen weniger Minuten elf B-17 über der Steiermark und dem südlichen Niederösterreich abzuschießen. Die Panne kostete 66 US-Amerikaner das Leben, weitere 43 gerieten in Kriegsgefangenschaft.
- 3. Februar 1945: Einer der schwersten Luftangriffe der Alliierten auf Berlin mit 937 B-17.

## Einsatz in der deutschen Luftwaffe
Einige B-17 mussten auf von Deutschland besetztem Gebiet notlanden und wurden von der deutschen Luftwaffe nach der Reparatur unter der Tarnbezeichnung „Do 200“ zumeist beim „Kampfgeschwader 200“ für Spezialeinsätze verwendet.

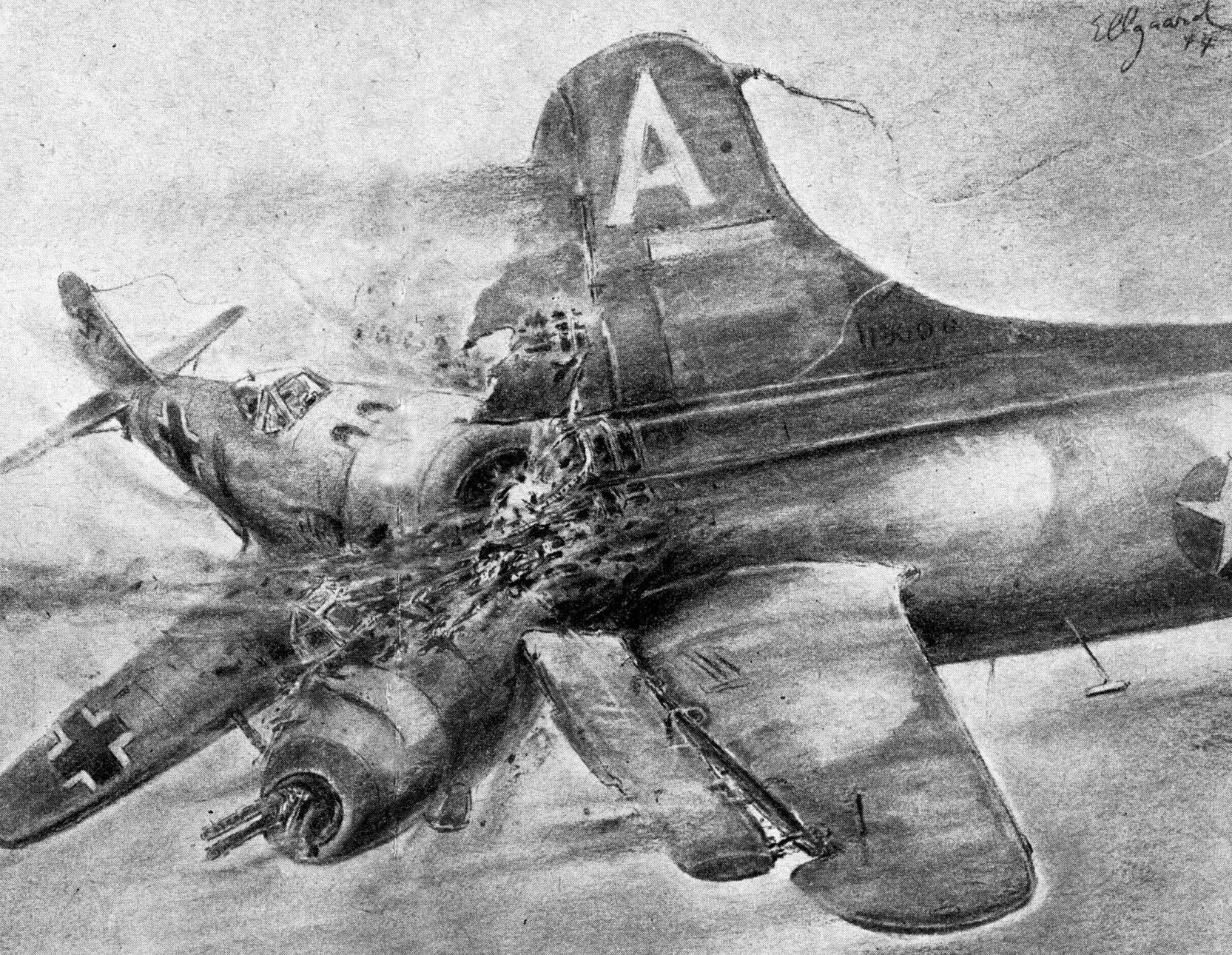
Zeichnung eines Rammangriffs einer Focke-Wulf Fw 190 auf eine B-17

## Versionen

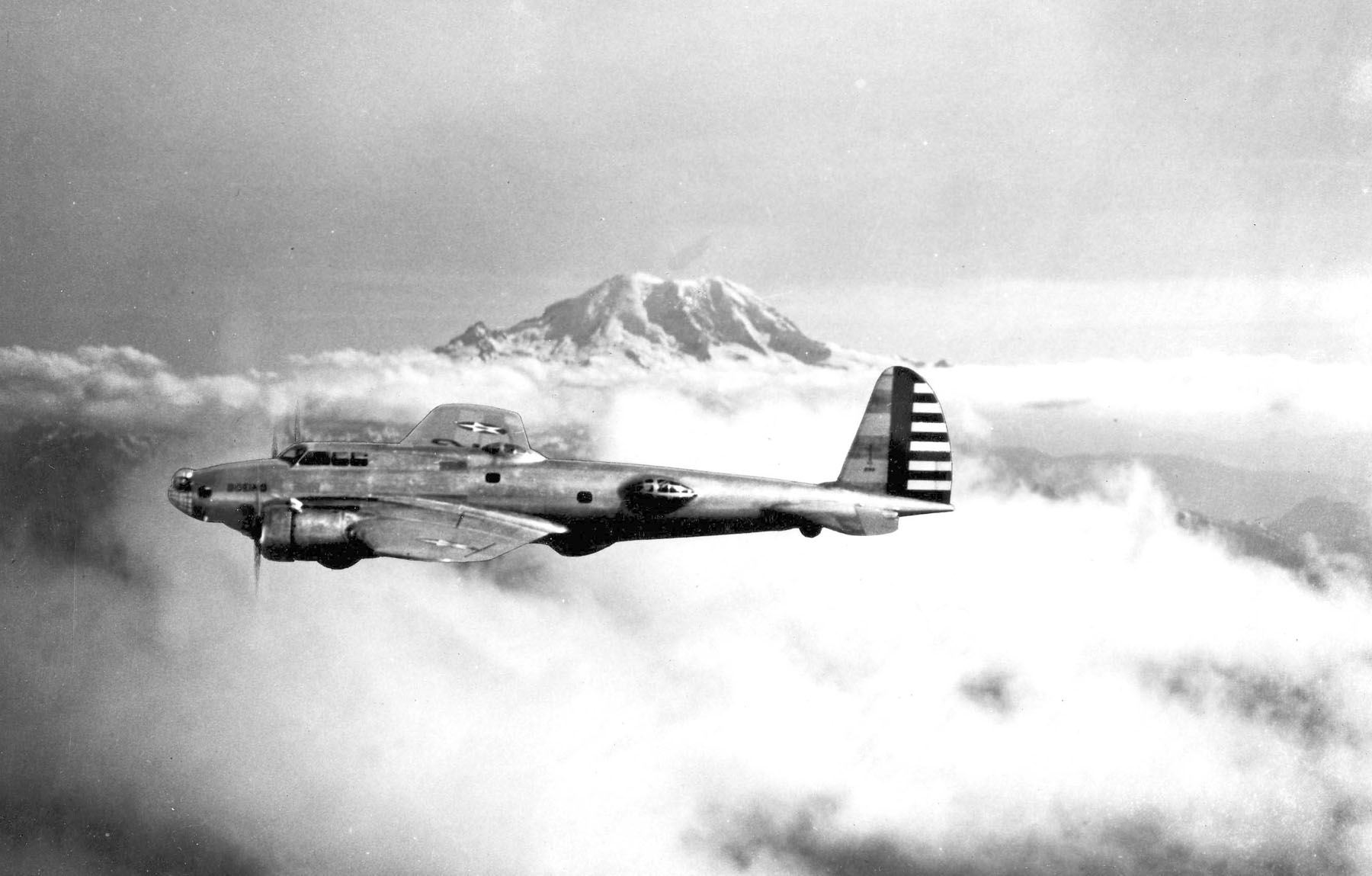
Der Prototyp Boeing 299 1935

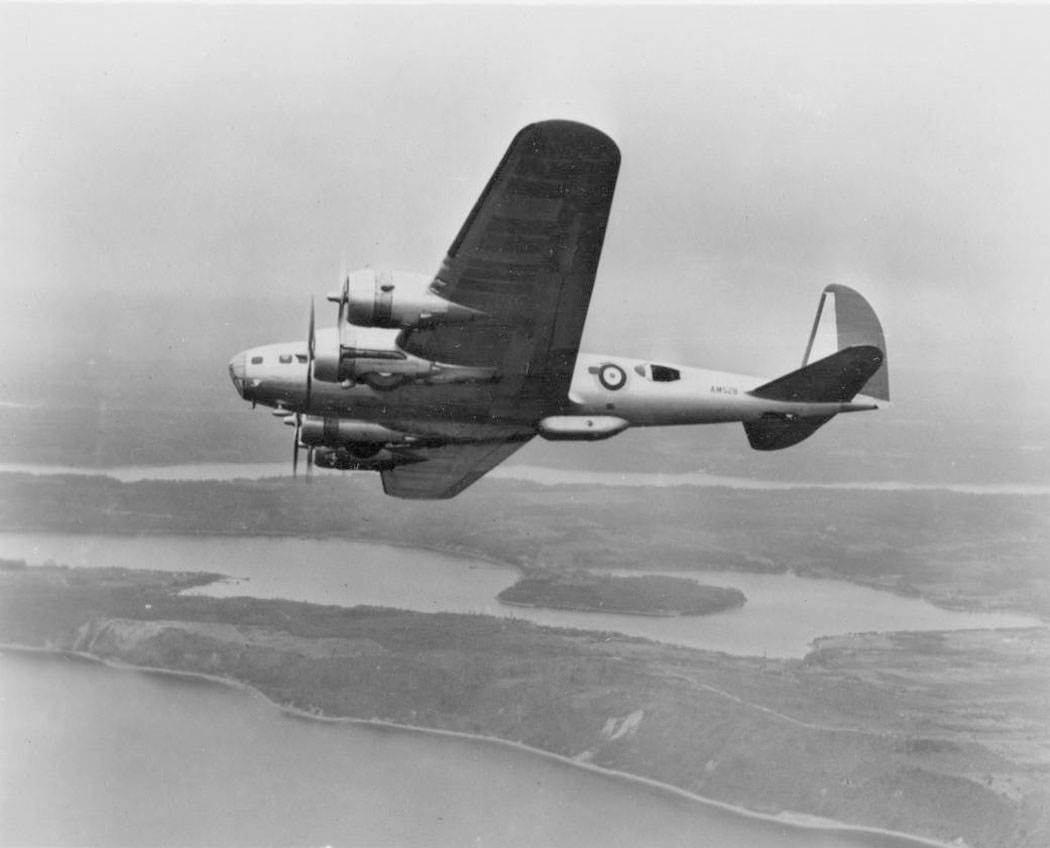
Fortress Mk I der Royal Air Force

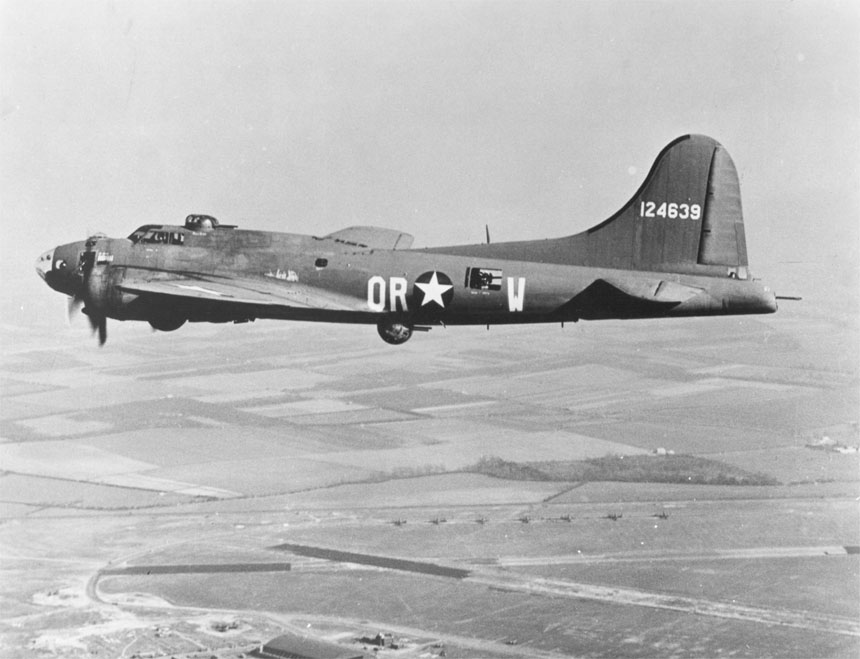
B-17F der 323rd Bombardment Group

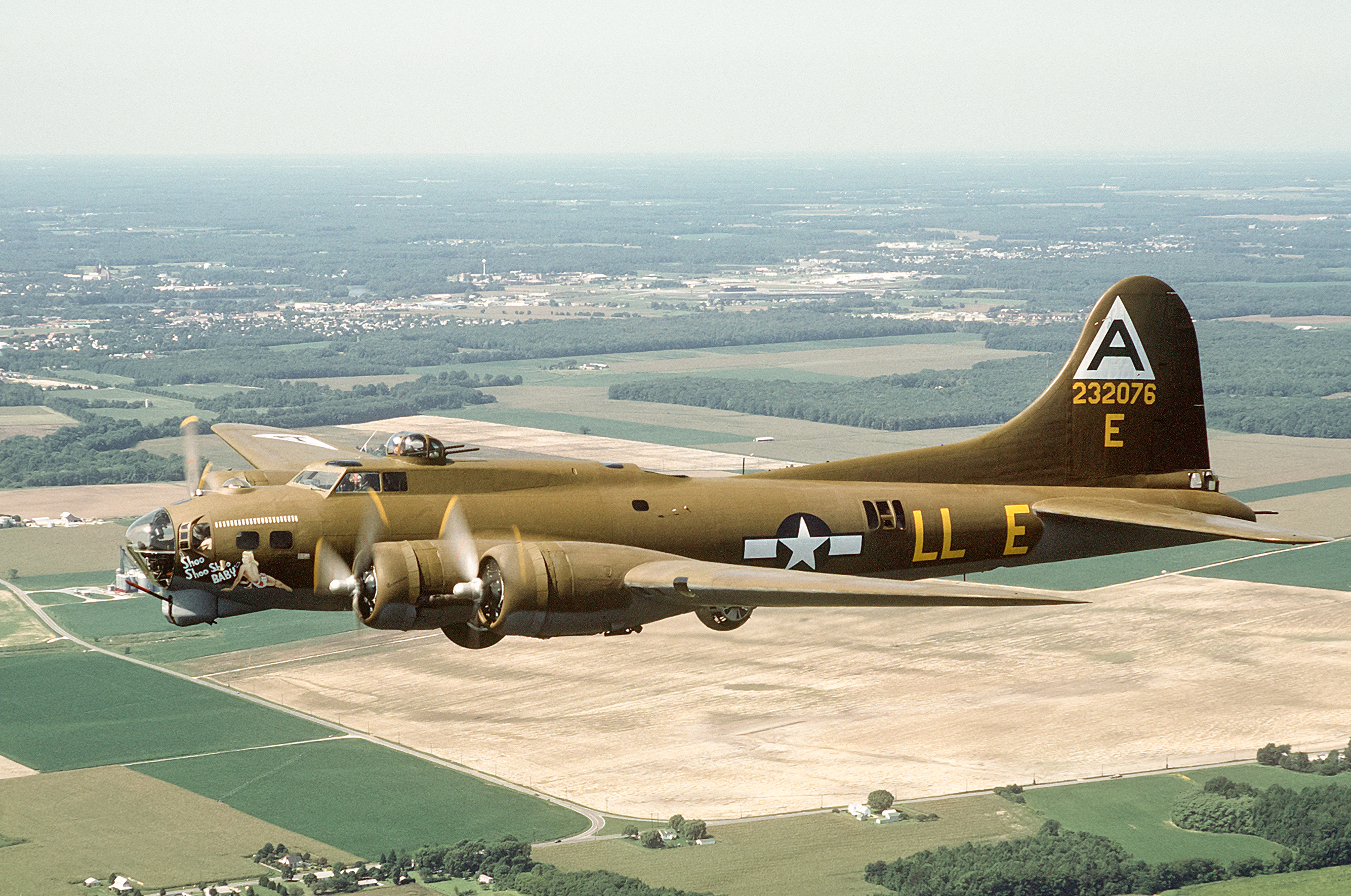
Erhaltene B-17G der USAAF

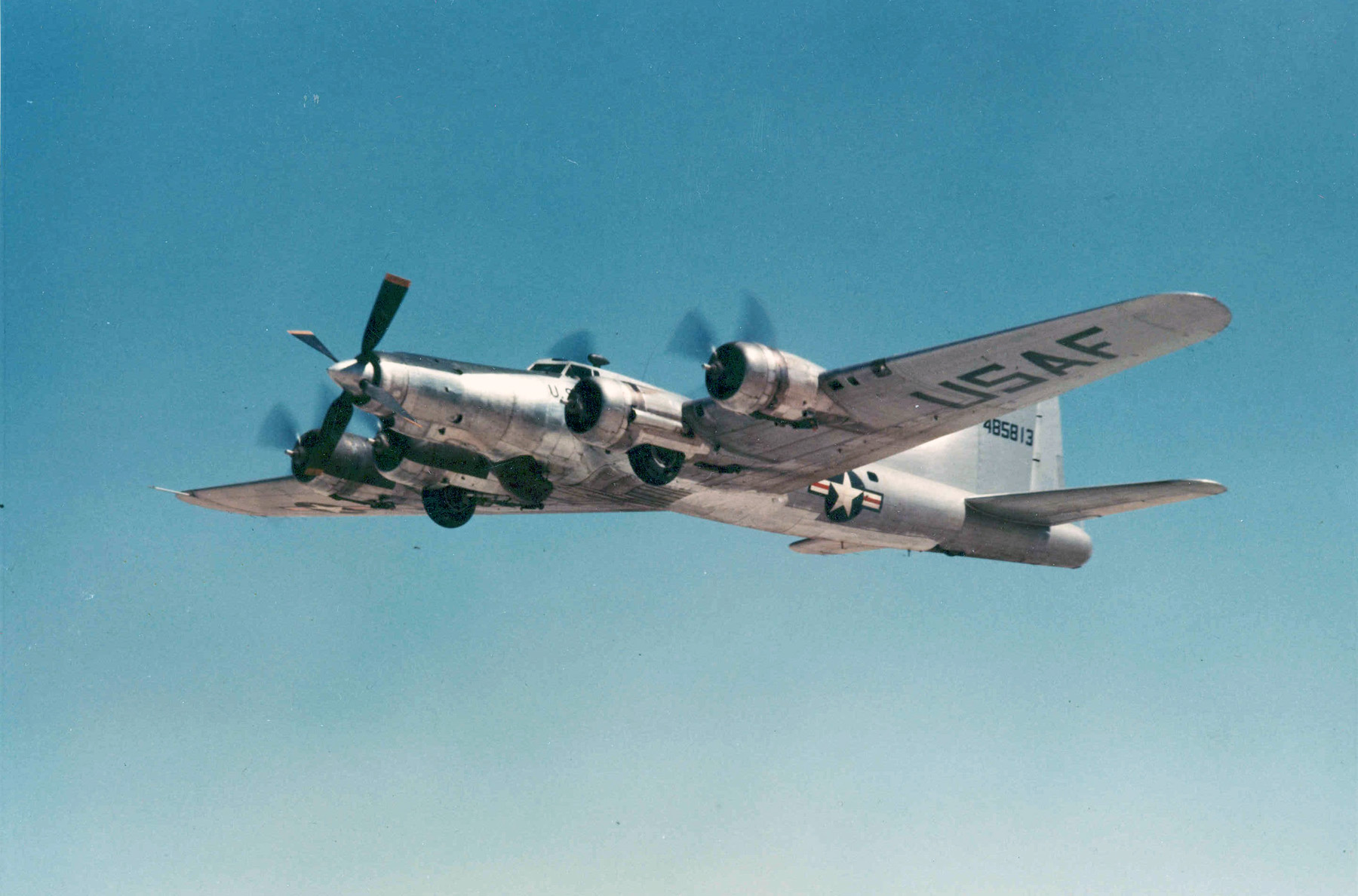
Testflugzeug JB-17G 1956

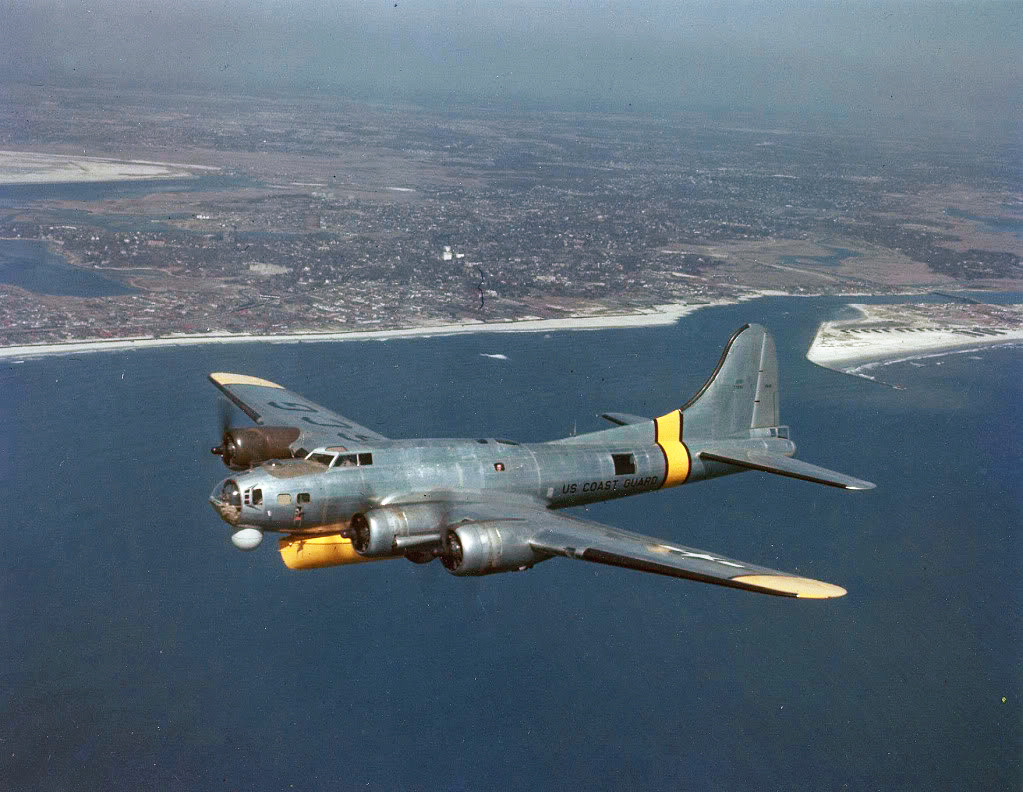
Seenotrettungsflugzeug PB-1G der US-Küstenwache

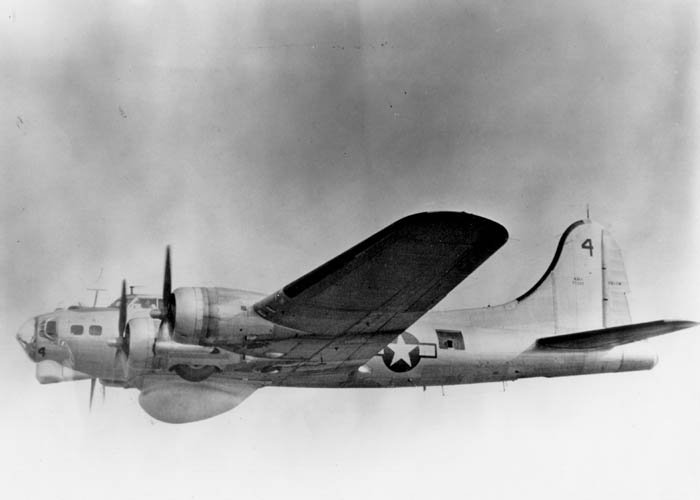
PB-1W AWACS der US-Marine 1948

Boeing Modell 299Prototyp mit vier 750-hp-Motoren Pratt & Whitney R-1690, 1 wurde gebaut.
YB-17 (Y1B-17)Vorserienflugzeuge mit vier 930-hp-Motoren Wright R-1820-39 Cyclone, 13 wurden gebaut.
B-17A (Y1B-17A)Prototyp mit vier 1000-hp-Motoren Wright R-1820-51 mit Turbolader, 1 wurde gebaut.
B-17BSerienversion mit vergrößerten Heckleitwerk, größeren Landeklappen und neuer Plexiglasnase, 39 gebaut.
B-17CB-17C mit 1200-hp-Motoren Wright R-1820-65. Die ausgebeulten Seitenstände wurden durch flache Fenster ersetzt, das Unterrumpf-MG wurde in eine Bodenwanne integriert. 38 Flugzeuge wurden gebaut, 20 wurden 1941 als Fortress Mk I an Großbritannien abgegeben.
B-17DVerbesserte B-17C mit selbstversiegelnden Tanks, verbesserter Panzerung und neuer Elektrik, 42 wurden gebaut. Die restlichen B-17C wurden später auf den Standard der B-17D gebracht.
B-17EStark verbesserte Version mit neuer Bewaffnung: Heckkampfstand mit zwei 12,7-mm-MG in neuem Flugzeugheck, MG-Turm mit je zwei 12,7-mm-MG auf und unter dem Rumpf, rechteckige Seitenfenster mit je einem 12,7-mm-MG. 512 wurden gebaut, 45 B-17E wurden als Fortress Mk IIA an die RAF geliefert.
B-17FB-17E mit 1200-hp-Motoren Wright R-1820-97 und zusätzlichen MG im Bug. 3405 wurden gebaut, 2300 von Boeing, 605 von Douglas und 500 von Lockheed. 19 B-17F wurden als Fortress Mk II an die RAF geliefert.
B-17GVerbesserte B-17F mit 12,7-mm-MG-Turm unter der Flugzeugnase. 8680 wurden gebaut, davon 4035 bei Boeing in Seattle und Wichita, 2395 Maschinen bei Douglas in Tulsa und 2250 Maschinen bei Lockheed in Burbank. 85 B-17G wurden als Fortress Mk III an die RAF geliefert.
CB-17GZu Transportflugzeugen für 64 Soldaten umgerüstete B-17G.
DB-17GZum Drohnenführungsflugzeug (Drone director) umgebaute B-17G.
JB-17GZum Testflugzeug umgebaute B-17G.
RB-17GIn Aufklärungsflugzeuge umgebaute B-17G.
SB-17GIn Rettungsflugzeuge umgebaute B-17G (ursprünglich B-17H) mit abwerfbarem A-1-Rettungsboot unter dem Rumpf.
TB-17GIn Trainingsflugzeuge umgebaute B-17G.
VB-17GIn VIP-Transporter umgebaute B-17G.
QB-17LZur Drohne umgebaute B-17G.
QB-17NZur Drohne umgebaute B-17G.
XB-38Umbau einer B-17E mit V-Motoren Allison V-1710-89.
XB-40B-17F-Begleitbomber mit zusätzlichem Rückenturm, Bugturm und Seiten-MG sowie MG-Munitions-Magazin im Bombenschacht. 26 wurden gebaut, 1 Prototyp XB-40, 21 Vorserienflugzeuge YB-40 und 4 Trainingsflugzeuge TB-40.
C-108B-17G als VIP-Transporter, 4 wurden gebaut (ähnlich CB/VB-17G).
F-9Umbau von 17 B-17F zu Aufklärungsflugzeugen.
F-9AUmbau von 17 B-17F zu Aufklärungsflugzeugen (andere Kameraausrüstung).
F-9CUmbau von 17 B-17G zu Aufklärungsflugzeugen, ab 1948 RB-17G.
BQ-7 AphroditeUmbau von mindestens 25 B-17G zu Flugkörpern (fliegende Bombe mit 9070 kg Torpex-Sprengstoff).
PB-1Bezeichnung der United States Navy für je eine B-17F und eine B-17G, die als Testflugzeuge verwendet wurden.
PB-1GUmbau von 17 B-17G analog der SB-17G für die United States Coast Guard.
PB-1WUmbau von 31 B-17G und Ausrüstung mit APS-20-Luftraumüberwachungsradar unter dem Rumpf und Radarleitpersonal (Airborne Early Warning).

## Produktion
Abnahme der B-17 durch die USAAF: 
| Hersteller          | Version | vor 1940 | 1940 | 1941 | 1942 | 1943 | 1944 | 1945 | SUMME  |
| ------------------- | ------- | -------- | ---- | ---- | ---- | ---- | ---- | ---- | ------ |
| Boeing, Seattle     | XB-17   | 1        |      |      |      |      |      |      | 1      |
| Boeing, Seattle     | Y1B-17  | 13       |      |      |      |      |      |      | 13     |
| Boeing, Seattle     | Y1B-17A | 1        |      |      |      |      |      |      | 1      |
| Boeing, Seattle     | B-17B   | 24       | 15   |      |      |      |      |      | 39     |
| Boeing, Seattle     | B-17C   |          | 38   |      |      |      |      |      | 38     |
| Boeing, Seattle     | B-17D   |          |      | 42   |      |      |      |      | 42     |
| Boeing, Seattle     | B-17E   |          |      | 102  | 410  |      |      |      | 512    |
| Boeing, Seattle     | B-17F   |          |      |      | 849  | 1451 |      |      | 2300   |
| Douglas, Long Beach | B-17F   |          |      |      | 85   | 520  |      |      | 605    |
| Lockheed, Burbank   | B-17F   |          |      |      | 68   | 432  |      |      | 500    |
| Boeing, Seattle     | B-17G   |          |      |      |      | 889  | 2837 | 309  | 4035   |
| Douglas, Long Beach | B-17G   |          |      |      |      | 432  | 1271 | 692  | 2395   |
| Lockheed, Burbank   | B-17G   |          |      |      |      | 455  | 1244 | 551  | 2250   |
| SUMME               |         | 39       | 53   | 144  | 1412 | 4179 | 5352 | 1552 | 12.731 |

## Militärische Nutzer
- Argentinien
- Bolivien
- Brasilien: 13
- Dänemark
- Deutsches Reich: etwa 40 Beuteflugzeuge
- Dominikanische Republik: 2
- Frankreich
- Iran
- Israel: 3

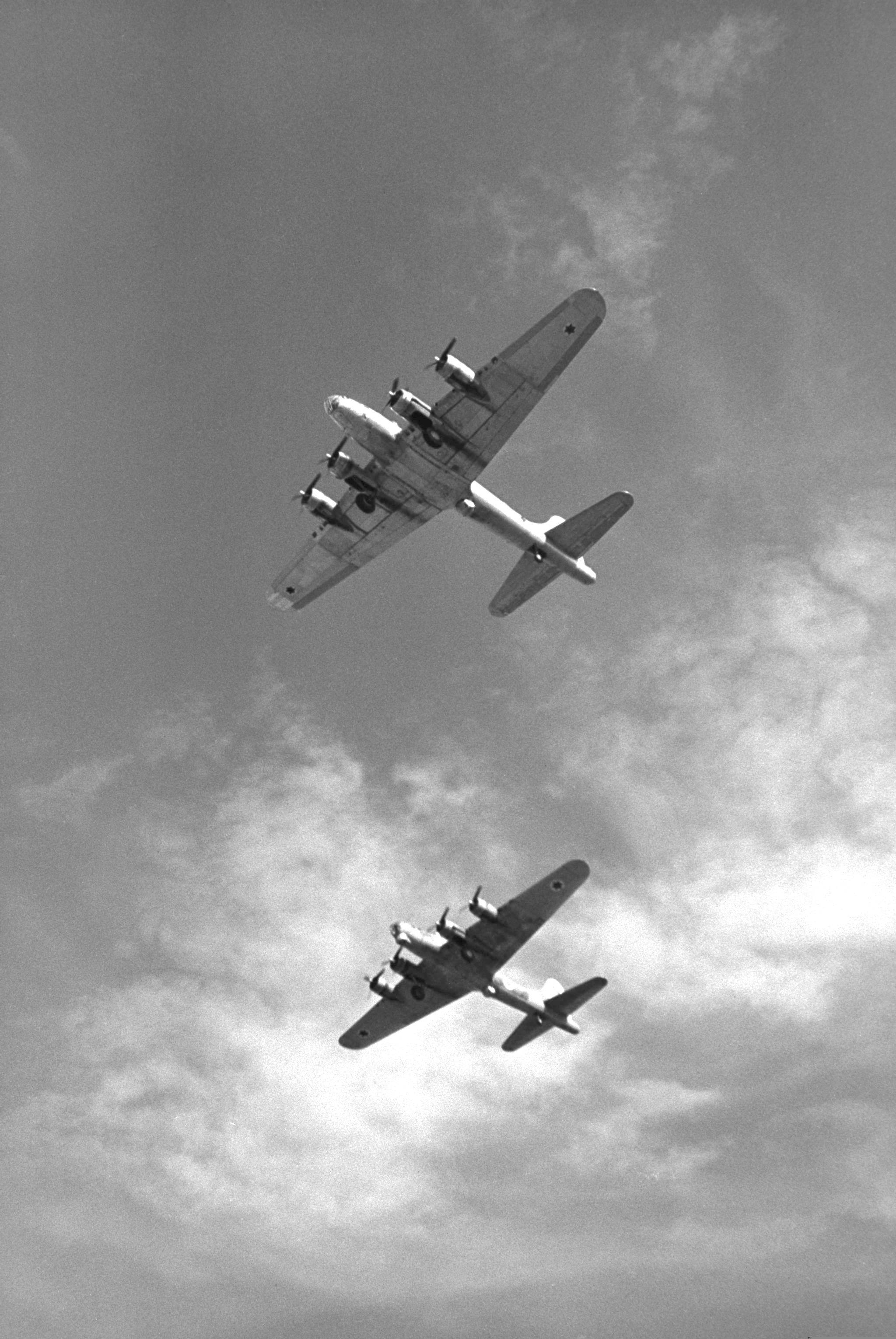
Israelische B-17, 1953

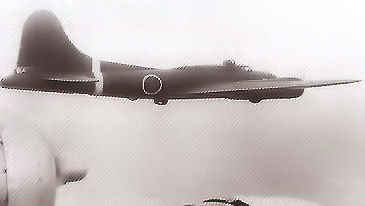
Von Japanern erbeutete B-17E

- Japan: einige auf den Philippinen und Niederländisch Ostindien erbeutete Maschinen der frühen Versionen
- Kanada
- Kolumbien
- Mexiko
- Nicaragua
- Peru
- Portugal: 5 SB-17G für Suche und Rettung von 1947 bis 1960.
- Taiwan
- Saudi-Arabien
- Sowjetunion
- Südafrikanische Union
- Vereinigte Staaten
- Vereinigtes Königreich

## Zwischenfälle bei zivil betriebenen B-17
- Am 4. Dezember 1945 verunglückte eine Boeing B-17G der schwedischen AB Aerotransport (Luftfahrzeugkennzeichen SE-BAM) im Anflug auf den Flughafen Stockholm/Bromma (Schweden) bei Stallarholmen, rund 40 Kilometer westlich des Zielflughafens. Die Maschine befand sich auf einem Positionierungsflug vom Flughafen Göteborg/Torslanda. Alle 6 Besatzungsmitglieder, die einzigen Insassen, wurden getötet.[12]
- Am 30. Januar 1946 kam die B-17G der Det Danske Luftfartselskab (DDL) (OY-DFE, früher SE-BAR) bei der Landung auf dem Flughafen Kopenhagen von der Bahn ab, raste in das Vorfeld und krachte in eine geparkte Douglas DC-3 (KG427) der Royal Air Force. Beide Maschinen wurden zerstört; es gab keine Personenschäden.[13][14]
- Am 5. September 1955 kollidierten eine Boeing B-17G (CP-597) und eine Douglas DC-3/C-49E (CP-572) (beide Lloyd Aéreo Boliviano) in der Luft nahe Cochabamba. Die DC-3 konnte in Trinidad notlanden, keiner der Insassen kam zu Schaden. Die B-17 stürzte ab. Alle drei Insassen dieses Frachtfluges kamen ums Leben.[15][16]
- Am 21. September 1955 wurde eine Boeing B-17F der Lloyd Aéreo Boliviano (CP-570) auf dem Flughafen La Paz-El Alto (Bolivien) irreparabel beschädigt. Die Maschine war für einen Frachtflug eingesetzt. Über Personenschäden ist nichts bekannt.[17]
- Am 29. Dezember 1958 wurde eine Boeing B-17F der Lloyd Aéreo Boliviano (CP-579) bei der Zinnmine Uncia (Bolivien) irreparabel beschädigt. Über Personenschäden ist nichts bekannt.[18]

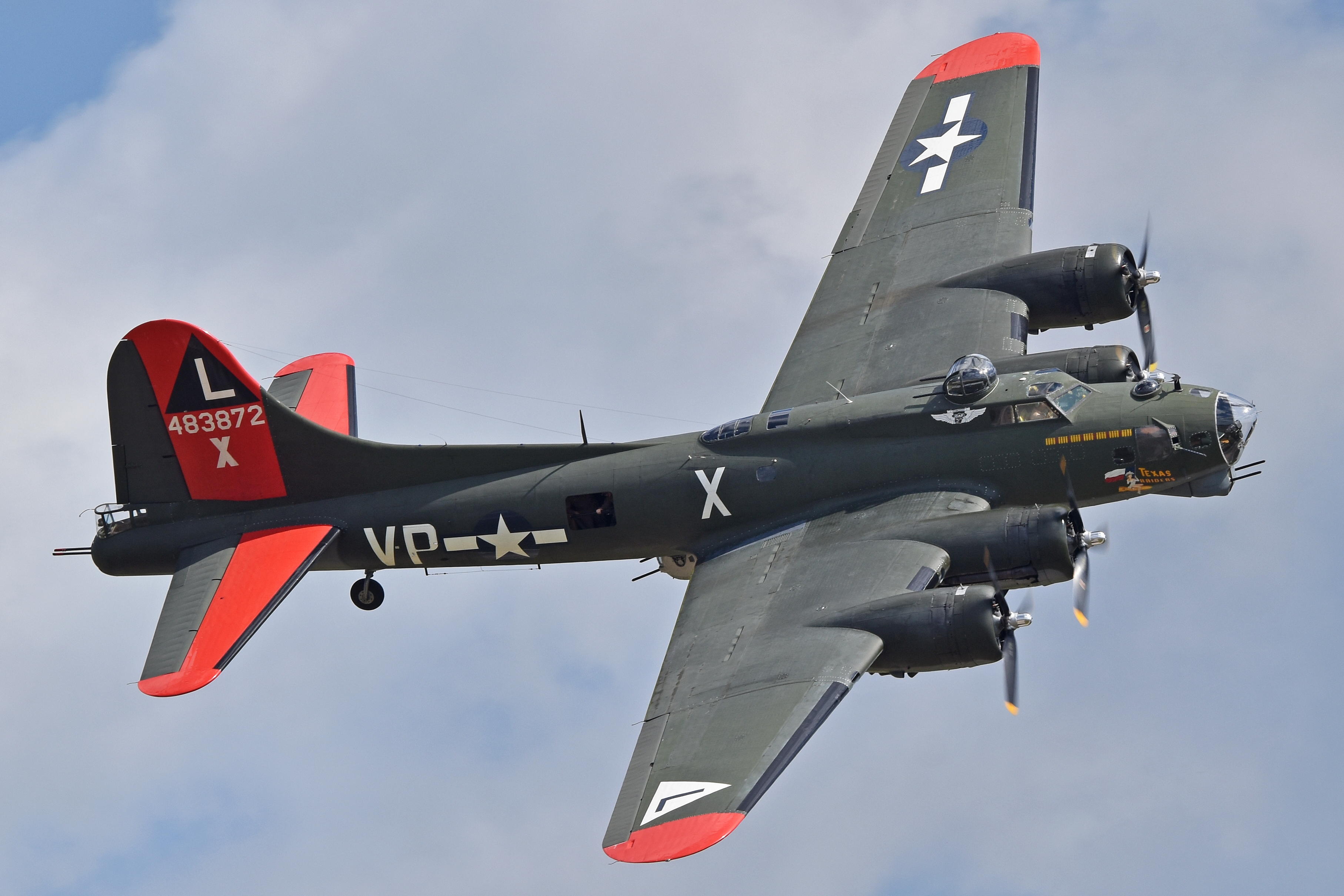
Boeing B-17G-95-DL „Texas Raiders“ mit dem zivilen Luftfahrzeugkennzeichen N7227C

- Am 12. November 2022 kollidierte eine P-63F der Commemorative Air Force während der Flugschau „Wings Over Texas“ auf dem Dallas Executive Airport im Rahmen des Veterans Day in Dallas mit einer Boeing B-17G Flying Fortress. Der Einschlag der P-63 durchtrennte den Rumpf der B-17 direkt hinter den Tragflächen. Beide Flugzeuge stürzten zu Boden; Feuer brachen aus.[19][20] Bei dem Unfall kamen der Pilot der P-63F-1 Kingcobra mit dem zivilen Luftfahrzeugkennzeichen N6763 sowie fünf Personen an Bord der Boeing B-17G-95-DL mit dem Namen „Texas Raiders“ und dem Luftfahrzeugkennzeichen N7227C ums Leben.[21]

## Technische Daten

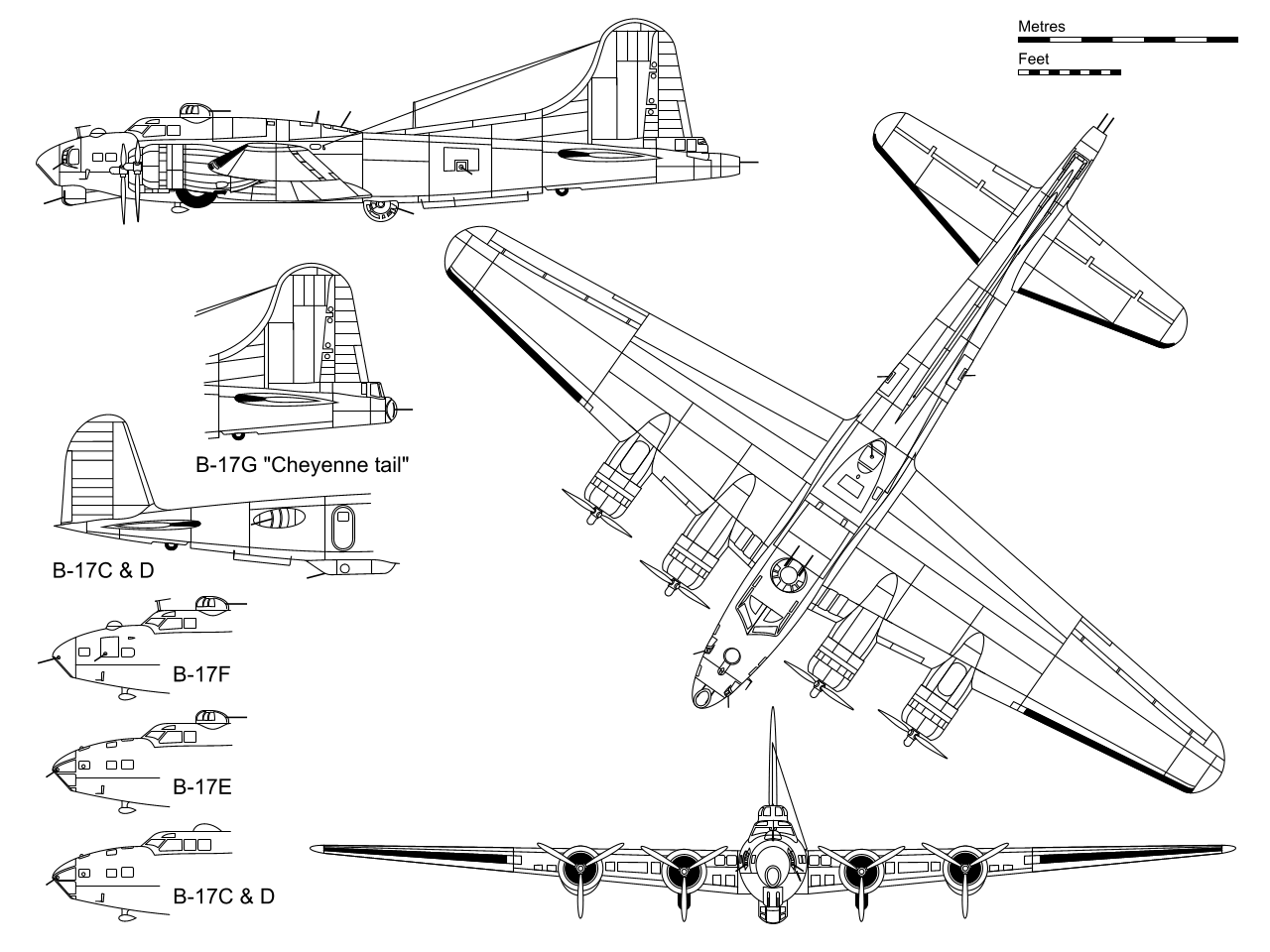
Risszeichnung der B-17 mit Darstellung der wichtigsten Unterschiede zwischen den einzelnen Baureihen

| Kenngröße             | Daten der B-17G                                                                                     |
| --------------------- | --------------------------------------------------------------------------------------------------- |
| Besatzung             | min. 6, allgemein 10                                                                                |
| Länge                 | 22,80 m                                                                                             |
| Spannweite            | 31,63 m                                                                                             |
| Höhe                  | 5,85 m                                                                                              |
| Flügelfläche          | 141,90 m²                                                                                           |
| Flügelstreckung       | 7,0                                                                                                 |
| Leermasse             | 14.855 kg                                                                                           |
| max. Startmasse       | 29.700 kg                                                                                           |
| Antrieb               | 4 × Neunzylinder-Sternmotoren Curtiss-Wright R-1820-97 Cyclone mit je 1200 hp (895 kW) bei 2300/min |
| Höchstgeschwindigkeit | 485 km/h                                                                                            |
| Marschgeschwindigkeit | 296 km/h                                                                                            |
| Dienstgipfelhöhe      | 11.920 m                                                                                            |
| max. Reichweite       | 6034 km ohne Bomben                                                                                 |
| Reichweite            | 2897 km mit normaler Beladung, 1760 km mit maximaler Beladung                                       |

## Bewaffnung
- 13 Browning-MG des Kalibers .50 BMG
  - Zwilling-MG im vorderen Kinnturm, vorderen Deckturm, mittlerer Bodenkanzel und im Heck
  - Einzel-MG an den seitlichen Bugfenstern, an den Seitenfenstern und im Funkerstand auf dem Flugzeugrücken
- bis zu 5800 kg Bombenzuladung (bei Kurzstreckeneinsätzen)
  - 2724 kg Standardbeladung
  - Reduziert auf 2000 kg bei mehr als 800 Meilen (ca. 1290 km) Distanz

## Gegenwart

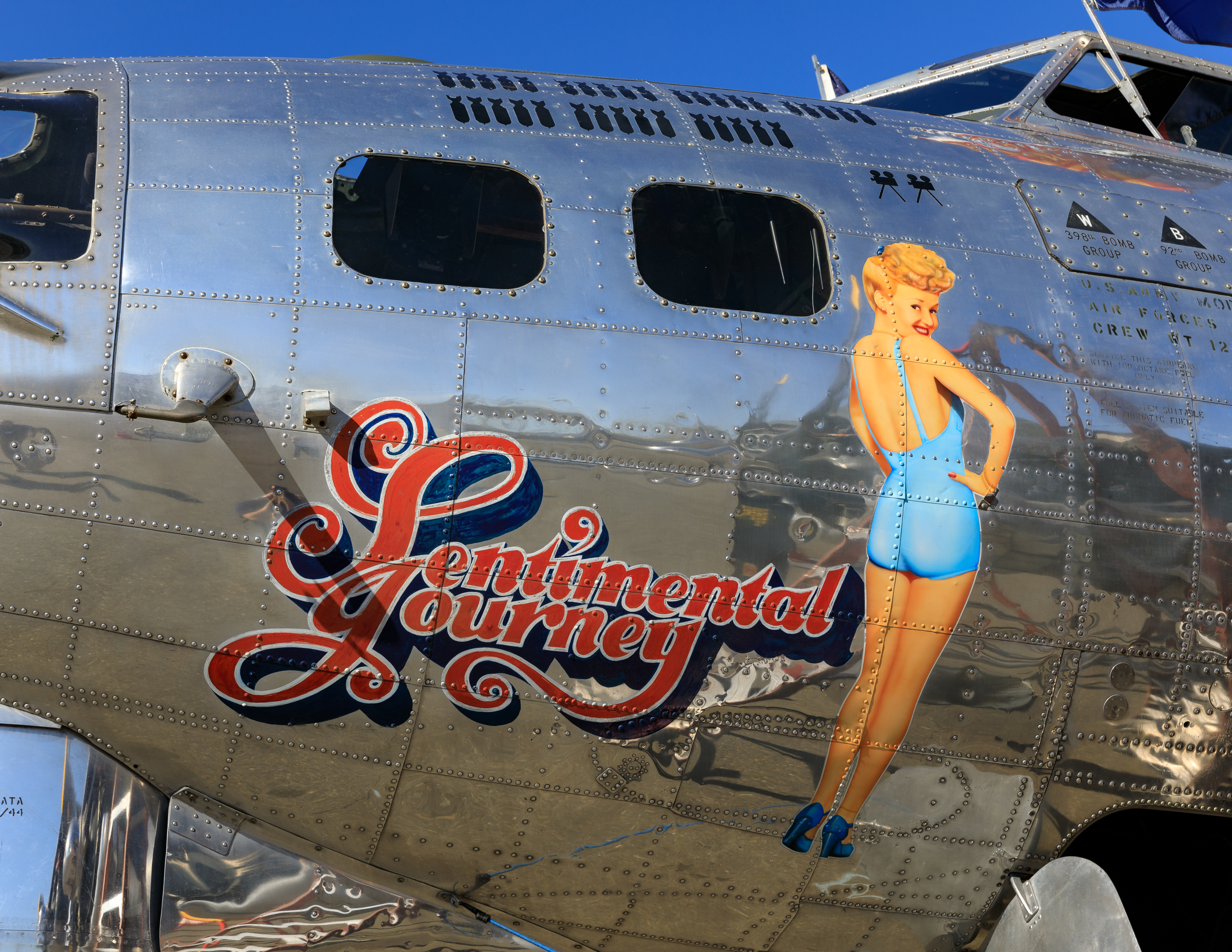
Nose art der B-17G „Sentimental Journey“ während einer Ausstellung im Chico Air Museum im September 2021. Die „Sentimental Journey“ ist eines der letzten flugfähigen Exemplare in den USA.

Derzeit sind noch über 40 Flugzeuge erhalten, von denen zwölf flugfähig sind und teils auch der Öffentlichkeit für Rundflüge zur Verfügung stehen. Allerdings hat keines der flugfähigen Exemplare jemals an einem Kampfeinsatz teilgenommen. Die erhaltenen Maschinen befinden sich größtenteils im Besitz von Museen oder privaten Sammlern, in Europa etwa im britischen Imperial War Museum Duxford.
Das bekannteste der ausgestellten Exemplare ist die „Memphis Belle“. Es war das erste Flugzeug, welches – nach 25 Feindflügen über dem europäischen Kriegsschauplatz – in die Vereinigten Staaten zurückkehrte. Nach seiner gefeierten Rückkehr wurde es lange im Freien abgestellt und anschließend restauriert. Seit 2018 wird es im National Museum of the United States Air Force ausgestellt.

## Filmische Rezeption
- Der Kommandeur
- Memphis Belle
- James Bond 007 – Feuerball (als unmarkiertes CIA-Rettungsflugzeug)
- Heavy Metal (Episode B-17)
- 1941 – Wo bitte geht’s nach Hollywood
- Masters of the Air